# ロックマンメガミックス
『ロックマンメガミックス』（ROCKMAN MEGAMIX）は、有賀ヒトシによる日本の漫画作品。『コミックボンボン』増刊号（講談社）にて連載された。ロックマンシリーズを原作とする漫画作品である。

## 概要
基本的にはロックマンシリーズの世界観やキャラクターをモチーフとした作品の数ヵ月後ないしは数年後を舞台のイメージとしているオリジナルストーリーで、有賀独自の解釈で世界観を作り上げている。作風としては、ロボットの存在意義や葛藤を描いた、シリアスで重いストーリーが展開される。
単行本には、『デラックスボンボン』で掲載された4コマ漫画や設定資料集も掲載される。また各巻の最後には、それぞれの話にまつわるエピソードを1ページ漫画で綴っている。第1巻に収録された『ロックマン誕生』は描き下ろし。
単行本は連載当時、初期作を含めた『ロックマンリミックス』と、『ロックマンメガミックス』2巻までが発売されるに留まった。その後、エンターブレインから未収録作品も収録し描き直しなども含めた復刻版が3冊出版。有賀はホームページにて、残り3巻分ほどの構想はまとまっているものの、売り上げの不振により立ち消えになったと述べていたが後に撤回、現在は該当の記述は削除されている。
2008年10月10日に発売された「ロックマン9アレンジサウンドトラック」のブックレットに掲載された有賀の紹介文には復活を匂わす一文が掲載、同年12月有賀ブログにて、2009年復刻予定であると発表。2009年5月26日、一部の絵は描き直されたり、台詞の変更をした上でこれまでの3巻分を2巻分に再編集されてブレインナビより発売。巻末には、1995年に『コミックボンボン』に掲載されてから今までコミックス化されていなかった「ロックマンを作った男たち ロックマン誕生伝説」前編・後編が収録された。
2009年から2010年にかけて続編であり、完全新作の『ロックマンギガミックス』が3巻まで発売された。
2015年2月から3月にかけて、復刊ドットコムから新装版が2巻まで発売された。
有賀によれば名前の由来は『メガミックス』『ギガミックス』共々、ロックマンの様々なタイトルをミックスする所から。『メガミックス』に関しては、ロックマンの海外版のタイトルである『メガマン』からと語っている。

## ストーリー
ロックマン誕生
新版で初めて掲載された作品。新版と完全版、新装版第1巻に収録。
有賀による第1作目『ロックマン』というべき作品。普段のようにライト博士のお手伝いをこなしていたロックとロール。その頃、ライトナンバーズの兄弟たちが突如、街中で破壊活動を開始した。
事態を見かねたロックは、ライト博士に自ら戦闘用ロボットへの改造を志願した。ここにスーパーロボット『ロックマン』が誕生したのである。果たしてロックマンは、兄弟たちを救うことができるのか?

R破壊指令
『ロックマンリミックス』の『破壊指令』をフルリメイクした作品。基盤こそ同じだが、ストーリー展開は異なる。新版と完全版、新装版では第1巻に収録。
前作の事件の終了後、ワイリーに操られていたとはいえ、街中を破壊したライトナンバーズのロボットたちは廃棄されることが決定してしまった。その決定に納得のいかないロックは単身、廃棄施設へと向かうが、それを阻むかのようにワイリーナンバーズのロボットたちが破壊活動を開始し、ロックへと襲い掛かった。
一方、廃棄施設からウッドマンに救出されたエレキマンたちは、ワイリー軍の軍門に下ることを要求されるが…。

メタルハート
旧版では『ロックマンリミックス』と第1巻に収録、新版と完全版、新装版では第1巻に収録。
第3代目マザーコンピュータの就任式が中央管理ビルで行われる中、正体不明の謎の巨大ロボットが街を襲撃した。ライト博士と共に就任式に呼ばれていたロックマンは出撃し、事態の鎮圧に挑むが、先に巨大ロボットに攻撃を仕掛けていたのはワイリーの配下である筈のシャドーマンを始めとしたライトとワイリーが共作したロボットたちであった。
ロックマンは彼らと手を組み巨大ロボットを追うが、巨大ロボットの目的は意外な所にあり…。

復活の死神
旧版と完全版、新装版では第1巻に収録、新版では第2巻に収録。
『ロックマン4』の事件からいくらか月日が経ったある日、Dr.コサックは自らの著書「人間とロボットの未来」が1000万部を超え、テレビ番組へ出演していた。しかしそこへマントを羽織った謎の男が現れ、コサックを連れ去っていく。同じ頃、テレビでそれを見ていたロックたちの元へボロボロになったリングマンが現れる。彼の話によると、コサックの研究所が何者かに襲われたのだという。
ロックマンに変身し、急いでコサックの研究所へ向かうロックとロール。果たしてコサックを連れ去った犯人は何者なのか…。

戦士の休日
旧版では第1巻に収録、新版と完全版、新装版では第2巻に収録。
ある日の夕方、仕事を終えたカットマンたちは泥棒ロボットを見つける。捕まえようと駆け寄るが、黒いコートの男が先に捕まえたようだった。そこへ謎の黒いロボットが現れ、男へ勝負を仕掛ける。しかし男は戦わずにどこかへ去ってしまった…。
それから数日後、息抜きにと遊園地へ遊びに来たロックマンたち。だがそこで働いていたのは時給戦隊アルバイターと称したワイリーナンバーズであった。
なお、作中ライト博士が遊園地に行かなかった理由として、カットマンが「未来に残す遺産がどうとか」というシーンがあり、ロックマンの後継者の開発を始めたのはこの頃と解釈されている。

パワーバトル/戦士の宿命
旧版では第1巻に収録、新版と完全版、新装版では第2巻に収録。
すっかり日の暮れた電気街、そこでロールたちは買出しをしていた。ある店へ入るとそこで店番をしていたのはダークマンたちで、ロールを見つけた彼らは人質にしようと企む。が、そこにフォルテが現れ何故かロールたちを助ける。
しかし人質というアイデア自体は良いと思ったのか今度はフォルテが彼女を誘拐し、ロックマンをおびき寄せる。
なお、新装版にて題名が右記に改題されている。

史上最強の敵
旧版と完全版、新装版では第2巻に収録、新版では第3巻に収録。
『ロックマン6』をモチーフにした1冊分に及ぶ初の長編作品。
世界ロボット連盟が発足してから1年。連盟は世界平和のために世界中の科学者にロボットの開発を依頼、そのロボットたちを戦わせる「世界ロボット選手権」を開催した。
しかし会長のミスターXは突如そのロボットたちを操り我が物とし、世界征服を宣言。が、またもミスターX＝ワイリーはロックマンに征服を阻止されてしまう。ワイリーを追い詰めたロックマンは彼に向かって躊躇無くバスターを打ち込むが、そのワイリーは影武者であった。その様子を見ていたワイリーは何か分かった様子で不敵に笑う。
そして帰ってきたロックマンは人間の排除を全世界に向け宣言していた。ロックマンに一体何があったのだろうか?

誰が為に
ロックマン9アレンジサウンドトラックのライナーノートに収録。『ロックマン9』のプロローグにあたる物語。
世界ロボット連盟が提案した、「使用年数が過ぎれば、初期生産された特殊なロボット以外の個体は廃棄処分」という案はライト博士の反対も空しく可決されてしまう。
法律が適用され日々数千体のロボットが期限切れで廃棄されるようになった中、町では突如8体のロボットたちによる反乱が勃発。その8体全てがライト博士が作り上げたロボットたちということが判明し、彼は警察に連行されてしまう。その際、「戦わないようにしてくれ」とロックに言うライト博士。
一方、独断で兄弟たちを止めるために立ち向かうカットマンたち。廃棄されるロボットたちの悲哀を語り、6体を迎え撃つスプラッシュウーマンたち。街中で繰り広げられるライトナンバーズ同士の死闘の末、8体の悲哀を感じつつもついに倒れてしまうカットマンたち。
深刻化すること態を前に、ついに戦うことを決意するロック。果たしてロックマンは新たな兄弟たちの反乱を食い止めることができるのか?

## 登場人物
以下の設定は本作独自のものであり、原作ゲームとは異なる部分も存在する。

### ライトナンバーズ
Dr.ライトが製作した主なロボット。ロックマンへの改造を除いて、彼らは戦闘用ではなく人のために役立つよう作られた。カットマンを含めた6体は「ロックマン誕生」で、初めてロックやロールと出会ったという設定となっている。
DRN.001 ロックマン
元々家庭用お手伝いロボットだったロックが、ワイリーの反乱と暴走したカットマンたちを止めるためにライトに自らの改造を志願、戦闘用ロボットのロックマンとなった。
太陽エネルギーを圧縮した弾丸を放つ「ロックバスター」が主武装で、後々バスターにエネルギーを溜めることで撃てる強力なショット「スーパーロックバスター」を放てるように強化された。また特定のロボットから武器チップ（劇中ではそのデータでも代用可能）を入手することで、そのロボットが使用していた武器・技を使用する「武器トレースシステム」も使える。
非戦闘時はロックマンから人間の少年のような姿の家庭用お手伝いロボットのロックに戻る。
『ギガミックス』ではラッシュと合体することで「スーパーロックマン」に変身し、飛行するだけでなく「スーパーロケットバスター」で攻撃する。
本来戦闘用でないにもかかわらず計り知れない力を発揮し、ワイリーの幾度に及ぶ世界征服を退ける。しかし本来は争いを好まない優しい性格で、戦いで世界を平和にすることに疑問を持つ。しかし、平和を守ることが自らの使命と自覚しており、必要となれば自らを犠牲にすることも辞さない、芯の強さを持っている。その精神力は敵であるワイリーナンバーズからも認められるほど。
『ギガミックス』の「光る明日へ」では、スペースルーラーズ・アースの「スパークチェイサー」により電子頭脳を射抜かれ、危篤状態に陥る。意識の中に働きかけるデューオの問いかけに迷いつつも、カットマンが自らの身を投げ出したことで復活する。スカル衛星で宇宙に出撃し、ジュピター、アースを撃破。その後現れた破壊神・サンゴッドとの戦いの最中、地球の人々・ロボットからのエールを力に変え、地球を救った。

DRN.002 ロール
家庭用お手伝いロボット。ロックの妹にあたる少女型ロボット。趣味は料理で、将来は看護婦になるのが夢。ライト家の炊事洗濯等は全て彼女が行っている。戦闘用となったロックマンやライトナンバーズに比べると、電子頭脳にはスペースがかなりあり、その設定は『メガミックス』の「メタルハート」や『ギガミックス』の「光る明日へ」で有効活用されている。
心優しい性格であるが、カリンカが凍死しそうになった際に自身をオーバーヒートさせて彼女を救うなど、自己犠牲的な優しさを見せることがある。更に、『ギガミックス』の「暗黒の月」では、スペース・ルーラーズの圧倒的な力に戦意を失いかけたナンバーズに、徹底抗戦する意欲を取り戻させたり、Dr.ライトとDr.ワイリーを身を挺してかばおうとするなど、シャドーマンも感嘆するほどの、芯の強さを見せている。また、スカルマンにおびえて隠れていたブライトマンを叱責したり、自分の部屋に無断で侵入していたフォルテを追い出したり、遊園地に来た際文句を言いつつもチェックされたガイドマップを持ち歩くエレキマンに呆れたり、負傷しているにもかかわらず戦おうとするシャドーマンに対して「ただの足手まとい」と言い切るなど強気で毒舌な一面もある。
『ギガミックス』の「バーニングホイール」では、自分ひとりでもやればできることをロックマンたちに証明させるために、無断で「ポップン・ビート」に改造されたビートを駆使し、バトル＆チェイスに参加した。
「光る明日へ」では、Dr.ワイリーによりロックマンの頭部が打ち抜かれたのを見て、ショックで意識を失ってしまう。気絶している間に、ロックマンを復活させるために自らの電子頭脳を提供したカットマンのデータを、電子頭脳の空き容量部分にコピーされた。そのため、ロックマンとスペース・ルーラーズとの戦いの最中にカットマンの人格で喋るシーンが見られた。また、ラストシーンでは、ロックマン8のスタイルで登場している。

DRN.000 ブルース
Dr.ライトがロック以前に製作していた試作ロボットで、世界初の「心」を持つロボット。Dr.ライトを含む周囲からは自分の正体を隠しており、普段よりバイザーを着用する。
基本的な武装はロックマンやフォルテと酷似しており、エネルギー弾を発射する「ブルースバスター」と、あらゆる攻撃を防ぐ特殊防盾「ブルースシールド」を使用する。シールドにエンジンを搭載することで、空中での戦闘や大気圏離脱も可能。
プロトタイプでありながらフォルテを街の外へ気付かれずに誘導する、スナイパージョー軍団を一瞬で真っ二つにする、コピーロックマンの影に潜んでいたシャドーマンをいち早く見つける等、その強さ・鋭さは群を抜いている。また、戦闘では力試しでコピーロックマンとほぼ同等の力を見せ付ける。
本作独自の設定では、戦闘以外では全身を黒いコートで包む人間形態がある。
2009年版の「メタルハート」では顔を完全にマスクで隠し、ブレイクマンの名前で登場している。『ギガミックス』の「アステロイド・ブルース」では、ワイリーが修理の際に動力として『ロックマン3』に登場した小惑星αにあった地球外文明の高エネルギー「エネルギー元素」の1つを試験的に組み込んでおり、彼の持つ高い戦闘力と動力炉の異常はこのためだとされている。また、ブルースという名前はライト博士が誕生間もない頃の彼に聞かせていた音楽のブルースにちなんで付けられたという回想場面がある。彼に搭載されたエネルギー元素は「暗黒の月」のアースによると、スペース・ルーラーズのエネルギー源と同様のものであり、その復活によって動力炉が共鳴を起こし、具合がかなり悪化している。
「光る明日へ」では、タンゴの最期を看取ったあと、単騎でスペース・ルーラーズに挑む。劣勢になったところに、乱入してきたフォルテの攻撃を誤射され重傷を負うが、シャドーマンに治療される。彼に自らの生い立ちを語り、自分が動力炉に欠陥のあった試作機でありエネルギー結晶の力で生き延びてきたこと、「死んだ者」として生きてきたがワイリーの処置により今まで戦ってこられたことに悔いはないと述べた後、マース・マーキュリー・ネプチューンに追いつめられる。最期は、マースの「フォトンミサイル」発射口にバスターをねじ込み、マースを破壊するが、ブルース自身も、ライト博士の名を呼んだ後、生死不明となる。ヘルメットのみが回収され、全てが終わったあと、Dr.ワイリーからライト邸に送られた。

#### ライトナンバーズ（ファーストナンバーズ）
『ロックマン』のボスのこと。戦闘用に作られたロボットではないが、その実力は戦闘用に作られたワイリーナンバーズにも引けを取らない。また、本機の特徴として胸部左にRの文字がついている
DRN.003 カットマン
森林伐採作業用ロボット。「ローリングカッター」はかなりの切れ味を誇り、腕のバスターからも予備のカッターを取り出せる（バスターに装着したまま攻撃することも可能）。ロック、ロールと基本設計は同様になっている。そのため、ラッシュとの共同プレーも多い。また、原作でのロックマンよりジャンプ力が高いという特徴から足には2基のバーニアとショックアブソーバーが、手にはブレード用のすべり止めが設けられているというアレンジがされている。
性格は生粋の江戸っ子で、曲がったことを嫌う。DRNの中では年長であることから、皆を引っ張るリーダー格であることが多い。ただ気が短く、いわゆるキレやすいことが欠点だが、時折落ち着いた発言をすることもある（「白い悪夢」ではワイリーを訝しむ行動をとったエレキマンたちをロックと共に諌め、理由を聞くよう促したことでボンバーマンから「明日は雨だねこりゃ…」と珍しがられた）。
「ロックマン誕生」ではワイリーに利用され、町を切り刻みロックマンと死闘を繰り広げる。ロックマンの尽力によって正気に戻るが、ダメージがあったために手が離せないライトに代わってロールが修理しようとするも、ロールの修理を嫌がって逃げ出した。
「破壊指令」では危機に陥ったロックを助けるためにラッシュジェットに乗って登場。単身、クラッシュマンたちに挑む等、熱血屋な部分を見せた。首から下のボディが赤いことを除けばロックマンと同じデザインなので、登場した際、クラッシュマンたちにロックマンと勘違いされた。
「R破壊指令」ではロックマンと肩を並べてワイリーナンバーズたちと死闘を繰り広げた。主にメタルマンと交戦するも、圧倒的な実力差に苦戦した。
「史上最強の敵」ではガッツマンとともに消息を絶ったロックマンを捜索した。その途中でコピーロックマンに倒されたミスターエックスナンバーズを救助しロックマンの行方を聞き出した。
『ギガミックス』の「暗黒の月」ではラッシュと合体することによって『スーパーカットマン』に変身した。「光る明日へ」では、ロックマンが意識を失いつつも必死に戦おうとしている姿と、ライト・ワイリー・コサックの各ナンバーズが一つになって地球を守ろうとする様子から、自分の命を賭けて、自らの電子頭脳にロックのデータを上書きし、ロックマンを復活させることをライト・ワイリーの両博士に志願する。カットマンの存在が無くなってしまうことに二人は反対するも、「ロックマンを復活させるという戦いに協力して欲しい」と説得し、ロックマンを復活させる。ライト博士のアイディアで、彼のデータはロールの電子頭脳に移植され（ワイリー曰く、「博打」と言えるほど、解凍できるか怪しいほどの圧縮をかけて）、そのためロールの人格を押し退けて表に出てくるシーンがある（両博士も予想外であったが、一番驚いたのはカットマンであり、驚きの叫びをあげた後、「これは夢だ」と無理やり納得し、また意識を失った）。ルーラーズとの戦いの後、新たなボディへのデータ移植は無事に済んだらしく、ラストシーンではロール・カットマンともども登場している。

DRN.004 ガッツマン
土地開拓作業用ロボット。その巨体を生かした「スーパーアーム」は巨石をも軽々と持ち上げる。そのパワーは能力をトレースしたロックマンがイエローデビルの巨腕を跳ね除けるほど。ボディは超合金でできており多少の攻撃にはびくともしないが、安全第一の現場で活躍していたが故に、「ハイパーボム」のような強い衝撃を発する攻撃に内部メカが耐えられないという弱点を持つ。
性格は温厚で、巨体に似合わず思慮深い面も見せる。工事現場で働いているため、人間やロボットの負傷具合をスキャンできる。
カットマン同様、「ロックマン誕生」でロックマンと死闘を繰り広げたが、ロックマンの尽力により正気に戻る。
「破壊指令」では危うく瓦礫の下敷きになりかけたロールを救出。凄まじい量の瓦礫をものともしないパワーを見せ付けた。その後、フラッシュマンの拡散弾から皆を庇ったが、目立った損傷はなかった。
「R破壊指令」ではその高いパワーを生かして、ワイリーナンバーズと激闘を繰り広げた。またアイテム2号に乗ったロックマンのカタパルトの役割も担った。
『ギガミックス』の「バーニングホイール」では太平洋横断橋の工事に携わったほか、愛機のワイルドアームズでレースに参加したものの、ワイリーが仕掛けた落とし穴によって海に落とされ、即リタイア。その後、仕事仲間たちからブーイングを受けた。
なお、顔周りがロックマンエグゼシリーズに登場するガッツマンEXEのように黒いのはゲーム内でのドット絵の印象によるもの。

DRN.005 アイスマン
南極大陸探査用ロボット。現在は冷蔵庫内、寒冷地等での作業をしている。可愛らしい少年のような風貌をしているが、その戦闘力は絶大。口から吐く「アイススラッシャー」は全てを凍らせる。その威力はクラウドマン率いるロボット軍団を一度に氷詰めにするほど。有賀曰く、「アラレちゃんのように、小さいナリの割にやたら強い」。
性格は泣き虫で気弱だが、いざとなればしっかりとした面も見せる、DRNのマスコット的存在。またエレキマンに憧れているという設定がある。『ギガミックス』では、ロールに淡い恋心を抱いているようにも受け止められるような描写がある。
「ロックマン誕生」ではワイリーに改造され、その無邪気さは残忍なものになっていたが、ロックマンの尽力によって正気に戻る。また、サンダービームが有効である理由は低温環境での行動が前提なので、それを活かして回路に超伝導部品を用いているから、という独自解釈が行われている。
「R破壊指令」では「アイススラッシャー」でスカル衛星を発射させるスイッチを全て凍らせたり、更にその氷でクイックマンに負われたエレキマンの傷口を防ぐなど、様々な活躍を見せた。
『ギガミックス』の「バーニングホイール」では、愛機『クールモービル』を駆使し、ロールと供にバトル＆チェイスに参加した（参加した理由はプラムに会いたかったからとのこと）。その後、フリーズマンと知り合い、めんどくさがるものの文通仲間となった。また、この回以降からロールと供にいることが多くなった。その他、「白い悪夢」では白いロボットの弱点である首筋をロックマンたちに知らせるというサポートも行った。

DRN.006 ボンバーマン
岩盤破壊作業用ロボット。「ハイパーボム」と呼ばれるその爆弾は、ロボットには外部のみならず内部にも大きなダメージを与える（ロックマンもガッツマンとの戦いに使用した）。また、原作ゲームではどこからボムを出すか謎であったが、本作では体内で製造して背部のハッチから取り出す仕組みとなっている。
花火や派手なものが好きな粋な性格だが、立ち回りはボケ、ツッコミで言うとツッコミらしく、驚きの顔も数多く見られる。ガッツマン同様、危険が多い現場での作業が多いため、人間やロボットの負傷具合を即座に解析する機能が備わっており、その使用目的からか、ガッツマンと共にいることが多い。
「ロックマン誕生」では敵に回ってしまったが、仲間思いの部分は変わっていなかった様子。

DRN.007 ファイヤーマン
廃棄物処理作業用ロボット。両腕から発射される「ファイヤーストーム」は7000 - 8000度の炎で、全てを溶かし尽くす。
性格はいたって穏やかで、警察から追われる身になっても自分の状況を分析する冷静さを持つ。その一方熱い面も合わせ持ち、その性格は「静かに熱く燃える炎」と称される。
作中のオリジナル要素として戦闘以外では口元のマスクを収納し、両腕のファイヤーストーム発射口を手に変形させる機能を持つ。

DRN.008 エレキマン
原子力発電制御用ロボット。体内に強力な発電機を持ち、指先から強烈な電撃「サンダービーム」を放つ。
高い判断力が要求される電圧制御という仕事上、DRNでは一番の性能を持つ。戦闘用に改造されたロックマンやブルースとは違い、純粋な工業用ロボットながら、「ロックマン誕生」では、その高い攻撃力とスピード、防御力でロックマンを窮地に追い込み、「R破壊指令」では戦闘用ロボットであるウッドマンを圧倒する等、高い戦闘能力を見せる。ライトナンバーズの中でも、冷静な判断をし、皆をリードするが、ワイリーナンバーズの言葉を「作戦」として信用しない一面もある。
基本的に無表情を崩さずクールな性格であるが、ロールに追い回されるカットマンに失笑したり、遊園地へ行った際には入念にチェックされたガイドマップを持っていたり子供のようにはしゃぐ一面を持つ（後者に関してはロックから「あんな性格だったっけ」、アイスマンからは「エレキマンが崩れてく」と失望された）。「光る明日へ」で、カットマンのデータがライト博士により抹消されたと伝えられた（実際は手を打っていたものの）ときには、ライト博士に詰め寄った。
『ギガミックス』の「暗黒の月」では、プルートの素早い斬撃によって右腕を失いつつもロックマンとの共闘で「ダブルサンダービーム」を使ってサターンに攻撃するが、掠り傷程度で済まされてしまった。

#### 新ライトナンバーズ（ナインスナンバーズ）
『ロックマン9』のボスのこと。ライト博士によって新たに製作されたロボット群。ロックやロール、カットマンたちにとっては兄弟にあたるが、ライト博士が直接関わっているのは設計段階までであり、ボディは民間企業で製造されたものである。工業用ロボットだが、最新鋭の技術によって高められた性能は戦闘用ロボットにも引けを取らない。また、本機の特徴として体のどこかしらに「DR-○○」という番号がついている。
ロボット連盟によって可決されたロボットの廃棄案に反発し、世界を相手に反乱を起こした。
DRN.065 コンクリートマン
ダム建設用に作られたロボット。その巨体から繰り出されるパワーは凄まじく、ガッツマン以上である。また、両肩はミキサーとなっている。DR-CNという番号が付いている。

DRN.066 トルネードマン
空中気象調整所に勤務する災害対策用ロボット。8体の中ではリーダー格なのか、中心にいることが多い。両腕のプロペラの他、頭部・脚部のウィングも回転する。DR-TNという番号が付いている。

DRN.067 スプラッシュウーマン
海難救助用ロボット。トルネードマンと同じく8体の中心的な存在らしく、語り手のような存在。武器である「レーザートライデント」は元々救命活動用のスティックで、緊急時および戦闘以外は刃を収納している。自分たちを止めに来たカットマンたちに対して、自分たちの思いを語った。DR-SPという番号が付いている。

DRN.068 プラグマン
ラインを監視するためのロボット。エレキマン以上の電撃を使いこなす。口調は若干、幼い様子。DR-PGという番号が付いている。

DRN.069 ジュエルマン
ダイヤモンドの研磨作業を行うロボット。指先が尖った形状の研磨作業用マニピュレーターになっている。DR-JLという番号が付いている。

DRN.070 ホーネットマン
フラワーテーマパークの管理を担当する警備ロボット。両肩から放出されるメカハチ・チビィを頭部のアンテナで操る戦法「ホーネットチェイサー」を駆使して戦う。また、脚部には空中姿勢制御用のバーニアがついている。口に当たる部分や両二の腕など、よりスズメバチのようなアレンジがされている。DR-HTという番号が付いている。

DRN.071 マグママン
地熱発電所の安全管理ロボット。「マグマバズーカ」の火力は凄まじく、ファイヤーマンをも圧倒した。原作であるゲームと比べると角張ったボディが特徴的。DR-MGという番号が付いている。

DRN.072 ギャラクシーマン
宇宙研究所の助手ロボット。「ブラックホールボム」はありとあらゆる物を吸収・消滅させる程の威力を誇る。手足を引っ込めることでUFO形態となり、空を飛ぶことができる。DR-GXという番号が付いている。

#### その他のライトナンバーズ
『ロックマンロックマン』のボスのこと。「R20+5」で寄稿イラストに姿を見せるのみで、本編には登場していない（『ギガミックス』で登場するという構想はあった）。
オイルマン
メンテナンス用ロボット。背中には給油口が設けられている。

タイムマン
試験用ロボット。時間旅行を実現させるために作られた。シャドーマンのように左目は閉じており、右目を半開きにしている。彼のみライトナンバーズであることを示すRマークがついていない。

### ワイリーナンバーズ
Dr.ワイリーが世界征服のために製作した主なロボット。なお、ファースト、フォース、シックスナンバーズはワイリーが製作したロボットではないが、ワイリー自身は彼らもワイリーナンバーズとして数えている。
備考として、「ファースト、セカンド…」という名称は『ギガミックス』から登場したもので、『メガミックス』でこの呼称は使われていない。また、ワイリーナンバーズの共通点として体のどこかしら（バックル、胸、腕など）にWの文字がついている。

#### セカンドナンバーズ
『ロックマン2』のボスのこと。初の「純粋な戦闘用」ロボットとして開発されたためか、総じて後のナンバーズと比べても攻撃的な思考と性能を持った武闘派集団（そのため、『R破壊指令』ではロックマンが元家庭用お手伝いロボットであることを指して、『間に合わせの戦闘用』と見下す発言をしている）。『メガミックス』では原作ゲーム『ロックマン』にあたる「ロックマン誕生」で既に下記の8体は未完成ながら起動が可能な状態であった。
「史上最強の敵」以外なんの音沙汰もなかったが、『ギガミックス』の「白い悪夢」ではワイリーを守るために白いロボットに立ち向かうものの、最終的に全滅してしまう。「光る明日へ」で、シェードマンの指示により、サーズ、セブンスのナンバーズと共にダークマンズに回収され、修復されたことが明らかになる。その後、スペース・ルーラーズのアースの攻撃からロックマン、ライト、ロール、ライトナンバーズ、ワイリー、シャドーマンらを守り、全ナンバーズと共に旧ワイリー基地で破損したパーツの代わりとして働き、サンゴッドと戦うロックマンにエールを送った。
DWN.009 メタルマン
高機動戦闘用ロボット。ワイリーが初めて作った人型ロボットにしてワイリーナンバーズの最年長。純粋な戦闘用ロボットとして生を受けたことを誇りに思っており、家庭用から戦闘用に転向したロックマンやカットマンら工業用ロボットを見下している。エアーマンの撤収要請に渋るなど、セカンドナンバーズの中でも好戦的な性格をしている。
戦闘能力自体もかなり高く、カットマンの「ローリングカッター」と同じセラミカルチタン製のカッターだが、高い連射性能を誇る「メタルブレード」が武器である。
作中の描写はほとんど無いが、カットマンとの対戦では傷一つ負っていなかった様子。「史上最強の敵」では酒好きな様子が窺える。

DWN.010 エアーマン
空中戦闘用ロボット。後に脈々と受け継がれるエアーマンタイプロボットの礎となった。
ロックバスターの軌道を曲げるほどの超高圧縮気体の竜巻である｢エアーシューター(復刻版ではエア・シューターと表記)｣を武器としており（大型の竜巻を発射する際は砲口が大きく展開する）、部下のロボットたちと協力をすれば小型であるが強力な台風を起こすこともできる。
立ちはだかるものは何であろうと吹き飛ばす武人肌の豪傑だが、宿敵であるライトナンバーズとの戦いであってもこれ以上は無意味と判断すれば潔く撤退するなど冷静な判断力も併せ持っている。その性格からかセカンドナンバーズのリーダー格として行動することが多い。
『ギガミックス』の「光る明日へ」では、シェードマンのアイデアで、旧ワイリー基地のモーターを腹部のプロペラで回転させている描写がある。

DWN.011 バブルマン
世界初の水中戦闘用ロボット。品のない口調とは裏腹に、水中戦のエキスパートとして自身の得手不得手と持ち場をわきまえる理性的な一面を持つ。
「破壊司令」ではマンホールから現れ、メタルマンたちと共にロックとカットマンを挟撃しようとしたが、ボンバーマンとファイヤーマンの参戦により失敗に終わる。
「R破壊司令」ではワイリーの基地へと続く海にロックマンが侵入した際、姿を現し、「バブルリード」を用いて攻撃した。ヒートマンと共に、自身は海上からロックマンに執拗な攻撃を加えていたが、ヒートマンの爆発に巻き込まれ少なからずダメージを負ってしまい、ロックマンを逃してしまった。

DWN.012 クイックマン
高速型戦闘用ロボット。「自らが光速に近づく」というテーマの下に作られた。名に違わず、ベースとなったエレキマンやロックマンにすら見切れず、エレキマンに「電光よりも速い」と言わしめる圧倒的なスピードを誇る。また、戦闘能力はワイリーナンバーズでもトップクラス（シャドーマンやシェードマンなど、一目置いているメンバーも見られる）であり、メカドラゴンを一瞬で真っ二つにし、装備武器の関係上相性が悪いはずのフラッシュマンを一撃で倒す程の実力を持つ。
原作ゲームや『バトル&チェイス』にみられる「キザなスピード狂」を思わせる描写は全く無く、一匹狼のクールな戦士として描かれている。冷酷に見えるが、初対面において大ダメージを与えたロックマンを追撃せず、斬り捨てたエレキマンにトドメを刺さない等、戦闘力を失った相手には必要以上の追撃はしないようである。納得がいかない場合には、Dr.ワイリーの命令を無視することすらある。
原作ゲームと同じく右手にはクイックブーメラン発射口を装備しているが、それを使用しての射撃戦はせず、『スーパーアドベンチャーロックマン』で使用した巨大ブーメラン型サーベル（設定上では多数のクイックブーメランで構成されている）を用いた高速の接近戦のみで戦うなどの大幅なアレンジが加えられている。
「ロックマン誕生」では半分の完成度でありながら、満身創痍だったとはいえロックマンの右腕を切り落とす程の実力を見せた。
「R破壊指令」では基地に進入してきたエレキマンと対峙し、その圧倒的な実力で一撃を加えたが、トドメは刺さなかった様子。その後、ロックマンとスカル衛星上で戦い、一時は彼を仕留める寸前まで追い詰めたが、ロックマンを倒すことに執念を燃やすフラッシュマンに邪魔されてしまう。フェアな勝負を好むが故に、横槍を入れられることを好まない様子で、フラッシュマンに制裁を加えた。その後、ロックマンと再戦するが、僅差で敗北し、スカル衛星も破壊されてしまった。クイックマン本人はほぼ無事でロックマンに敗北したものの、そのことを悔しがる様子も無く、静かな表情で立ち去った。
「史上最強の敵」ではロックマンの人間への宣戦布告に対し思わせぶりな佇まいを見せていたが、特に深い意味は無かった。なお、劇中の宴会シーンでも、セカンズ、サーズ、フィフス各ナンバーズ、ダークマンズが楽しんでいる中、彼の姿は見えなかった。
『ギガミックス』の「バーニングホイール」では姿として登場しなかった（ワイリーが彼をレースに参加させるためにソニックフォーミュラを用意したのだが参加を拒否したらしい）。
「白い悪夢」ではセブンス、サーズ、自分以外のセカンズが倒れた後に登場。シャドーマンとワイリー、シェードマンのために時間稼ぎとして白いロボットに立ち向かう。自身のボディが加速で生じるGに耐え切れず軋んでしまうほどに超高速化させて白いロボットの攻撃を回避し、ブーメランによる斬撃で他のワイリーナンバーズが傷一つ付けることすら叶わなかった白いロボットの首筋に亀裂を入れる（この亀裂が後にロックマンたちの勝利に貢献する）等、他の面々とは一線を画する戦闘力を見せつけた。しかし、Gによる負荷が限界を超えていたことと斬撃の反動でブーメランと右腕が砕けてしまい、その後白いロボットが巻き起こした島をも消し飛ばす爆発に巻き込まれ行方不明となる。
「光る明日へ」では、メカドラゴンでワイリーシティから脱出し、シェードマンと共に旧ワイリー基地（「R破壊指令」で廃棄されていた）に辿り着いたことが明らかになる。スペース・ルーラーズとの最終決戦では、ネプチューン、マーキュリーを道連れに大気圏突入したシャドーマンをメカドラゴンで回収し、他のロボットの攻撃ではすぐに再生していたマーキュリーを強化もされていない一撃で(新装版では再生が間に合わない速度で切り刻んで)撃破する戦闘力を見せた。

DWN.013 クラッシュマン
重火器内蔵戦闘用ロボット。誤爆にも耐えうる超合金ボディとハイパーボムを凌駕する火力を誇るクラッシュボムを併せ持つ。
撤退を渋るメタルマンに「戦には引き時というものがある」と諭すなど普段は冷静だが、本質的には気性の荒い激情家で、ロックマンへの攻撃に割り込んで邪魔をしてきたファイヤーマンやワイリーシティを破壊しワイリーに危害を加えたデューオに対して激昂する姿を見せている。
原作ゲームとは違い、両腕だけでなく両肩部や両足、つま先部分、頭部からもクラッシュボムを発射できるという、まさに全身がクラッシュボム格納庫といった設定にアレンジされており、その強烈な火力でロックマンたちを翻弄した。頭部からボムを出してヒートマンに文字通り食べさせ、アトミックファイヤーを強化する、という連携も可能。

DWN.014 フラッシュマン
時間制御戦闘用ロボット。「時間を制する」というテーマの下に製作された。精神的に下品で狡猾、少々ハイで、身動きの取れない敵を徹底的にいたぶる趣味の持ち主である下劣漢。また執念深く、自分に手傷を負わせた相手は自分の手で叩き潰さないと気が済まない性質である。製造番号が近く、過激で攻撃的な性格をしているヒートマンとは仲がいいのか「史上最強の敵」以降は一緒に行動していることが多い。
時を止める「タイムストッパー」と拡散弾を発射する特殊なバスターを駆使し、一瞬にして相手に大ダメージを与える戦法を取り、止めを刺す際はバスターの左右に搭載されている12門の機関砲で狂い笑いながら撃ちまくる。タイムストッパーは右手のバスターに内蔵されており、発動する時は小刻みに振り、両肩と腹部、左腕、両膝に内蔵されている発光器を展開する。
「R破壊指令」ではタイムストッパーで時間を止めて一方的にロックマンを攻撃し、一時ロックマンをあと一歩のところまで追い詰めるも、ガッツマンの介入によって逆にロックバスターを受け、敗れ去ったかに見えたが、ワイリー基地に修理のために戻っていた所をロックマンたちの侵入に気付き、自らの手で倒そうとスカル衛星上で再びロックマンと対峙する。その際、ロックマンの首を狙ったクイックマンの一撃を受け止めており、結果的に勝負を邪魔されたクイックマンの怒りを買い、制裁されてしまう。スカル衛星の残骸に混じって倒れ付しており、上半身のみで辛うじて生存していたが、自身を切り伏せたクイックマンに対して恨み言を呟いていた。
「破壊指令」でもほぼ同様の展開をたどるが、作戦開始ギリギリまでタイムストッパーが完成していなかったのかクラッシュマンに完成品を手渡されて喜んでいる描写がある。また、人質にとっていたロールが自分の意図しない形で危機に陥った際にはさすがに良心が咎めたらしく、時を止めても助けられないと判断して見捨てながらも「俺のせいじゃねえからな、恨むなよ!!」と自己弁護していた。
「史上最強の敵」ではヒートマン共々他のセカンドナンバーズたちとは違う場所でロックマンの人類への宣戦布告を聞いており、「なかなか言うねえ」と笑っていた。一方その後の宴会ではワイリーがその前の作戦失敗をすっかり忘れて浮かれていることに愚痴を漏らしていた。
『ギガミックス』の「光る明日へ」では、サンゴッドと戦うロックマンに各ナンバーズがエールを送る中、彼のみ悪態をついていた。

DWN.015 ヒートマン
ファイヤーマンのノウハウを元に開発された火炎放射戦闘用ロボット。磁場によって高温のプラズマを操ることでベースであるファイヤーマン以上の火力と戦闘能力を実現している。圧縮した火炎弾を撃ち出す「アトミックファイヤー」を武器としているほか、飛行形態への変形機構を持ち、炎を纏っての突撃も得意とする。また、炎を吸収して自身のエネルギーとし、パワーアップすることも可能。
子供っぽい天然キャラという点は共通しているものの、ギャグ描写の多かった『マニアックス』に比べ『メガミックス』では凶暴さが強調され、善悪の判断のつかない子供のような、無邪気に笑いながら遊び感覚で破壊活動を行う攻撃的で危険な戦闘ロボットとして描かれている。一方フラッシュマンに頭のフタを閉められてその上に肘を置かれたり、喜びのあまり回転するタップマンにぶつかられてよろめいたりとコミカルな姿を見せることもある。
「R破壊指令」では飛行形態でロックマンたちを強襲し、その火力で彼らを圧倒。さらにロックマンがアイテム2号でワイリー基地に向かうと、クラッシュボムを食べてその爆炎を吸収しパワーアップ、その後を追う。途中バブルマンと合流し退くように言われるも、それを拒否してロックマンを執拗に攻め立てた。しかしその最中ロックマンに海中へと蹴落とされてしまい、過熱したボディが海水に触れて急激に冷やされたことで発生した負荷に耐え切れず、バブルマンを巻き添えにして爆発した。しかしその後完全に修復されたらしく、「史上最強の敵」で再登場。ロックマンの人類への宣戦布告をフラッシュマンと一緒に聞いて面白がっていた。
「破壊指令」でも登場したが、既にエレキマンに撃破された後で、体中から火花を散らして倒れていた。
『ギガミックス』の「光る明日へ」では、放熱能力を活かして、旧ワイリー基地の動力源として活躍している。
作者である有賀ヒトシのお気に入りでもあり、『ギガミックス』2巻のあとがき、及び3巻のカバー裏には、『マニアックス』同様の性格の、デフォルメされたヒートマンが描かれている。

DWN.016 ウッドマン
密林戦闘用ロボット。周囲へのカモフラージュのために設計された檜造りの巨体とそれに見合ったパワーを持つ。その分動きは鈍重であり、その欠点を補うために攻防一体の「リーフシールド」を装備している。
性格については原作ゲームのように「気は優しくて力持ち」なところを見せることはほぼなく、むしろ他のセカンドナンバーズ同様かなり好戦的で凶悪な印象を受ける。
「R破壊司令」では巨大な体躯から繰り出されるパワーでロボット廃棄処理場をあっさり制圧、ライトナンバーズを救出し、ワイリー軍の軍門に下るよう要求する。しかし単純な性格なのか（カットマン曰く「木野郎（デクノボー）」）、エレキマンたちの真意に気付かないまま彼らを処理場から助け出し、結果的にカットマンたちがロックマンの下へ駆けつける手助けをしてしまう。後にそのことに気付いて基地内でエレキマンとの激闘を繰り広げるも、サンダービームの猛攻を受け沈黙する。
「破壊指令」でも登場したが、既にファイヤーマンとボンバーマンに撃破されており、ヘリから落下して大破した。

#### サードナンバーズ
『ロックマン3』のボスのこと。原作ゲームではライトとワイリーの共同製作で名義上はワイリーナンバーズとなっていたが、『メガミックス』ではワイリーが一人で製作した正真正銘のワイリーナンバーズとなっている（ただし、これは『ギガミックス』からの設定で、「メタルハート」においては原作を同じく共同製作だったとする描写がある）。戦闘用ロボットとして敵に容赦の無い振る舞いをする一方、不測の事態を想定して惑星開拓用の作業ロボットとしての役割も与えられており、そのためか必要とあれば本来敵対関係にあるロックマンたちに協力を願い出ることも厭わないなどワイリーナンバーズとしては温厚で物分かりのいい性格の持ち主が多い。そういった経緯からかロックマンからも悪いロボットではないと思われているらしく、「バーニングホイール」でターボマンを説得する際には遊園地を救ったフィフスナンバーズと並んで彼らに助けられた時のことを回想している。
初登場は『メガミックス』の「メタルハート」であるが、既にロックマンたちと面識があり、『ロックマン3』にあたる『ギガミックス』の「アステロイドブルース」でその理由や彼らの開発の経緯が描かれている。「白い悪夢」では、突如現れた白いロボットを倒すためにセブンスナンバーズと供に戦うが、その健闘虚しくシャドーマンを除き全滅してしまう。「光る明日へ」で、シェードマンの指示により、セカンド、セブンスのナンバーズと共にダークマンズに回収され、修復されたことが明らかになる。その後、全ナンバーズと共に旧ワイリー基地で破損したパーツの代わりとして働き、サンゴッドと戦うロックマンにエールを送った。
DWN.017 ニードルマン
削岩作業用ロボット。両腕の針状弾丸を速射するバスター「ニードルキャノン」と頭部の鎖分銅「ニードルハンマー」を武器とする。
基本的にはオリジナルと変わらない外見だが、この作品内でのニードルキャノンはマシンガンのように薬莢を排出するというシステムにアレンジされている。
「メタルハート」ではロックマン、シャドーマン、ジェミニマン、ハードマン、マグネットマンとイエローデビルMk-IIを止めるために共闘するも、ビル内のガードロボを迎撃する際狭所での戦闘であったことが祟り壁に反射したジェミニレーザーを食らってしまう。
「アステロイドブルース」ではジェミニマンと共にロックマンの前に立ちはだかる。「メタルハート」時とは違い、武器の相性が悪いジェミニマンともうまく連携して立ちまわったが、ブレイクマンの登場により作戦を次の段階に移すために戦闘は中断された。

DWN.018 マグネットマン
くず鉄処理用ロボット。磁力を利用した攻撃を得意とする。基本的にオリジナルと変わらない外見で、右腕に「マグネットミサイル」発射口を備えている。両腕をかざすことで強力な磁場を発生させることも可能。
「メタルハート」では他のサードナンバーズと共にイエローデビルMk-IIを止めるためにロックマンと共闘するが、ビル内に現れたガードロボを迎撃する際自分の攻撃にハードマンを巻き込んでしまう（この様子を監視カメラで見ていたライトットたちには呆れられた）。
「アステロイドブルース」では、タップマンとの連携でロックマンを苦しめ、最後にはタップマンとハイタッチした。

DWN.019 ジェミニマン
硬質物粉砕用ロボット。通常弾と反射レーザー「ジェミニレーザー」の切り替えが可能かつホログラム発生装置を内蔵したバスターが武器。基本的にオリジナルと変わらない外見である。
「メタルハート」ではイエローデビルMk-IIを止めるためにロックマンと共闘するが、マグネットマン同様壁に反射したジェミニレーザーがニードルマンに当たってしまう。戦いのあと、通常弾を使えば問題なかったことに気付いて後悔していた。
「アステロイドブルース」ではニードルマンと組んでロックマンを妨害。立体映像を使ってロックマンを翻弄し、ニードルマンとの連携を見せた。

DWN.020 ハードマン
整地作業用ロボット。超硬質ボディを備えている。
「メタルハート」ではロケットパンチ「ハードナックル」を用いたパワフルな戦いを披露している。自身の体重によってライトットの車両がパンクした際には本当にすまなさそうな表情をした（それ以前に定員オーバーだったのだが）。その後他のサードナンバーズ共々イエローデビルMk-IIを止めるためにロックマンと共闘するが、前述の通りマグネットマンの攻撃に巻き込まれてしまいダメージを負う。
『ギガミックス』の「アステロイドブルース」ではハードナックルや怪力を生かして宇宙船の軌道を外部から修正するという作戦の要を担っていたが、ギガミックスの登場回「アステロイドブルース」「白い悪夢」「光る明日へ」の全てにおいて、彼の台詞は一言もない（「光る明日へ」で全ロボットがロックマンに送ったエールを除く）。

DWN.021 タップマン
高速バリア試作機ロボット。原作ゲームにおけるコマを飛ばす攻撃は登場せず、脚部に備えたローラーで自身の体を超高速回転させ、シールドを発生させる「タップスピン」が武器である。回転の際、腕に内蔵されたロケットで加速するというオリジナルの設定がなされている（その設定は「アステロイドブルース」で描写される）。
総動員の際にかっこつけてワイリーに突っ込まれたり、ロボットのくせにメガネをかけていたり、シリアスなシーンでも終始目を回していたりと、サードナンバーズの中では三枚目のコメディリリーフといった立ち位置にある。
「メタルハート」ではスネークマン・スパークマン共々ビルへの移動中に定員オーバーだったことが祟って車から振り落とされてしまう。その後二人と協力してビル外に投げ出されたロックマンにスポットライトを当てて影を作り、シャドーマンが出てこられるようにしたことで彼を窮地から救った。最後はスパークマンたちとともに負傷したシャドーマンたちを回収し、オチではリベンジを望むワイリーに「ホントに懲りない人だ…」と呆れていた。「史上最強の敵」の宴会シーンではハードマンに眼鏡を取られてあたふたしていた。
「アステロイドブルース」では一番にロックマンの前に現れ、タップスピンでマグネットマンと共闘。台詞に「〜」が付いていることが多い。

DWN.022 スネークマン
地形探査用ロボット。バスターからヘビ型の偵察メカ「サーチスネーク」を射出する。ピット管のような舌を出したり、頭部と両肩にうろこ状の線が入っているなど、より蛇らしいイメージにアレンジされているが、『メガミックス』と『ギガミックス』では頭部の形状が異なる。
「メタルハート」ではライトロボに対抗心を燃やし、ビートとタンゴに同行してイエローデビルMk-IIを追跡する。だがその途中、調子に乗って二匹を足蹴にしたせいで反撃を食らってしまい、揉めている間にイエローデビルMk-IIを取り逃がしてしまった。その後タップマン共々車から振り落とされ、離れたところからロックマンを助ける。
「アステロイドブルース」ではサーチスネークを使って宇宙船内をマッピング、地形探査ロボットの実力を発揮した。「メタルハート」と「アステロイドブルース」の間でサードナンバーズの印象が異なるものが多いが、彼もギャグ要素が登場せず印象が特に大きく異なるものとなっている。

DWN.023 スパークマン
充電作業用ロボット。タップマンと並ぶおとぼけ役な存在。電気ショック「スパークショック」を発生させる両腕の放電器はスライド式でコンデンサが内蔵された胴体にパイプで繋がっているなどのアレンジがされている。
「メタルハート」では出番があまりなく、戦闘シーンもほぼ皆無である。タップマンやスネークマン同様、車から振り落とされるが、後半でロックマン救出に一役買い、ロックマンの無事を確認し、安堵の表情を見せた。
「アステロイドブルース」では起動可能状態ではなかったガンマを充電する。

DWN.024 シャドーマン
隠密活動用ロボット。忍者のような外見をしており、原作で見せたスライディングや特殊武器である「シャドーブレード」以外にも日本刀、煙玉など多くの武器を使いこなす。『ロックマン2・ザ・パワーファイターズ』で披露した、変わり身の術も使いこなす。ワイリーからの信頼も厚い。他人の影に潜り込み影から影へワープすることも得意としている。その特徴を生かしワイリー軍団の隠密、またワイリーの側近（『ギガミックス』では「ワイリーの生命を守ることが使命」とシェードマンに言われている）として活動する。戦闘能力はワイリーナンバーズの中でも高く、スペシャルワイリーナンバーズのフォルテも一目置くほどである。
最もアレンジされているロボットの一人であり、普段は口布で顔の下半分を隠して着物を着用することが多く、帯刀もしているその風貌から忍者というよりは侍に近い。
右目はワイリーの元にデータが送られるセンサーとなっていて、作中で顔を見せている時は大抵閉じている。なお左目は半眼に細められている。普段の一人称は「拙者」で語尾に「ござる」をつけるが、ワイリーナンバーズとしてではない個人としての会話などでは一人称は「俺」で普通の口調となる。
普段は冷静であるが、仲間を想う熱さも持ち合わせる。また使命に忠実ゆえに予想していない事態に取り乱したり、役目を果たせなかったことで自責の念に苛まれることも多々ある他、イエローデビルMk-IIの弱点が目（イエローデビル系の共通の弱点）であることを知らなかったことをロックマンに指摘されて誤魔化したり、ロールから「ただの足手まとい」と言われ一時的に落ち込んだりするなどコミカルな一面も見せる。
「メタルハート」ではイエローデビルMk-IIを止めるためにロックマンと終始共闘することとなり、イエローデビルMk-IIによってビル外に吹き飛ばされたロックマンを命がけで救出したりと見せ場が多い。「史上最強の敵」ではコピーロックマンの監視役として登場（同時に本物のロックマンの暗殺も請け負われていたが、ブルースに気づかれていたため結局暗殺することができなかった）、自分がコピーだと思い悩む彼にロックマンでない「自分」が生まれたこと、その「自分」で行動を選択することを教える。しかしその後コピーは自爆、その最期を予想していながら見ていただけだったブルースに詰め寄り、「コピーは死にたがっていた」と告げられたことに逆上し「お主のような男を絶対に認めんぞ!!」と糾弾した。基地に戻った後もブルースに対する恨み言をつぶやいていた。
『ギガミックス』の「バーニングホイール」では愛機シノビマスターを駆使してレースに参加するが、ハワイで無差別的に奇襲攻撃を仕掛けたギリアムナイトの軍団をナパームマンと供に一掃し、ロールたちを救出をした。また、同じ影という存在から、シェードマンと一緒にいる機会が多くなった。『ギガミックス』では特殊武器のシャドーブレードより、日本刀を用いて戦う描写が多い。
「白い悪夢」では白いロボット襲撃においてシェードマンからワイリーの保護を頼まれて共に脱出、仲間と基地を失って失意にくれるが、ワイリーナンバーズとしての責務を果たすべく、白いロボットに唯一対抗できる存在としてDr.ライトとロックマンたちに恥を承知で協力を求める。その際、陰腹を切って、ライトナンバーズ、同胞、ワイリーに筋を通した。
「光る明日へ」では、他のワイリーナンバーズと合流し、シェードマンの作戦に従い旧ワイリー基地に移動した後、クリスタルを埋め込まれ、ロックマン、リングマンと共に宇宙に上がる（ワイリー曰く「一番暇そうだったから」）。スペース・ルーラーズと3対1の戦いで苦戦するが、廃棄された宇宙ステーションの中でブルースと再会し、彼の怪我を治療し、更に生い立ちを知らされる。そしてブルースがマーキュリーに襲われる中、自らの生命を顧みず、ネプチューン、マーキュリーと共に大気圏に突入する。その後右目が開いていたこともあり彼の位置を確認できたクイックマンに回収され、スペース・ルーラーズとの戦いが終った後、シェードマンにワイリーの護衛を託し、自らは修行かつ、ロボットと人間の在り方を考える旅に出た。

#### フィフスナンバーズ（時給戦隊アルバイター）
『ロックマン5』のボスのこと。ワイリーが最初から戦闘用に設計した筈なのだが、何故か情に篤い面があり、なおかつコミカルに描かれている。対ロックマン用戦闘フォーメーションを完璧にこなし、他のロボット軍団に比べ連携能力が極めて高い。
全員揃って遊園地でバイトしているので別名「時給戦隊アルバイター」。ワイリーが考案した、対ロックマン用戦闘フォーメーション「モードB」の「B」は「バッチリ（Bacchiri）」の「B」のこと。『ロックマン5』の事件後はワイリーの借金返済のために、遊園地でアルバイトをしている。雇った親方曰く「ドジでバカでしょうもない連中だが、不真面目な人間よりはよっぽど良く働く」と評されている（主人がDr.ワイリーとは知らないようだが、のちにフォルテが壊した遊園地の修理費を請求された）。なお、フォルテからお客を守るため「モードB」を完璧に成功させて敗走させたことに対して、ワイリーは（ロックマンの際は「モードB」を使おうとしたが失敗していたのに）ロックマンたちを守る時はなぜ強いのかと憤慨していた（ダークマン4号からは「借金返済という使命感の違いだろう」と言っていた）。「史上最強の敵」においては、人類へ宣戦布告するロックマンの様子をラジオで聞きつつ工事現場で働いている様子が見られる。
『ギガミックス』の「暗黒の月」ではスペース･ルーラーズにやられたロックマン、カットマン、エレキマンとラッシュを救出した。更にスペース･ルーラーズを倒せるロックマンたちを守るために、無謀と分かりつつもスペース･ルーラーズに立ち向かうが、最終的に全滅してしまう。「光る明日へ」ではコサック博士により回収され、ワイリーに修理を受ける。他のナンバーズ同様、旧ワイリー基地で破損したパーツの代わりとして働き、サンゴッドと戦うロックマンにエールを送った。
DWN.033 グラビティーマン
重力制御戦闘用ロボット。その力を使い意味もなく天井に張り付いている。「アルバイター」では“グラビティー・レッド”と名乗る。
巨体ながら子供のような性格で、舌っ足らずな口調が特徴的なおとぼけ屋（かつて有賀が描いた4コマと性格が変わっていない）。「戦士の休日」ではライトナンバーズとフィフスナンバーズが互いに疑いの目を向ける中、同じく特に危機感を持っていなかったアイスマンに風船を渡して笑っていた。ワイリーが考案した、対ロックマン用戦闘フォーメーション「モードB」の6番手で、グラビティーホールドで敵を上空に打ち上げる役。遊園地でアルバイトをしている際は風船配りを担当。
『ギガミックス』の「暗黒の月」では落下する瓦礫をグラビティホールドで押さえ、ロックマンたちを守るが、マーキュリーの奇襲攻撃によりエネルギーを吸い取られてしまう。

DWN.034 ウェーブマン
水陸両用戦闘用ロボット。「アルバイター」では“ウェーブ・ブルー”と名乗る。
設定ではお金にこだわるがめつい性格らしいが、劇中での描写は薄い(アルバイターの名乗り口上で(「世のため」「人のため」に続けて)「給料のため」とこっそりつぶやいている程度)。本作では登場シーンも少なく、地味な印象であるが、所々でメンバーに突っ込みを入れる描写が見られる。水を操る能力を買われ、遊園地ではトイレ掃除を担当。「モードB」では2番手を務め、チャージマンに撥ね飛ばされた相手を仲間の待ち構える場所へウォーターウェーブで押し流す。

DWN.035 ストーンマン
岩山攻略戦闘用ロボット。「アルバイター」では“ストーン・ブラウン”と名乗る。
全身が岩石で作られており、ガッツマン並みの巨体ながらジェット噴射で飛行することも可能。ウェーブマンと同じく影が薄めだが、ロックマンとフォルテが交戦した際にはその巨体と怪力を生かし観覧車から多くの客を助けた。遊園地では観覧車の係員を担当。「モードB」8番目の攻撃役であり、「パワーストーン特別編」によるジャイロマンとの同時攻撃で敵にとどめを刺す。
『ギガミックス』の「暗黒の月」ではウラノスの奇襲攻撃により背後から角で一突きにされ、破壊されてしまう。

DWN.036 ジャイロマン
空中戦闘用ロボット。「アルバイター」では“ジャイロ・グリーン”と名乗る。
背中にヘリコプターのような羽を背負っている。基本的にオリジナルと変わらない外見。性格は熱血気味らしく、フォルテに遊園地を襲撃された際に最も激しく怒った。また、その飛行能力で率先して客を救出した。真剣な場面ではスターマンではなく彼がリーダー格となる。特殊武器である「ジャイロアタック」は本作においては、『ロックマン2・ザ・パワーファイターズ』版のものが使用される。遊園地ではジェットコースターの係員を担当。「モードB」7番目の攻撃役で、ストーンマンとともにとどめの一撃を担当する。

DWN.037 スターマン
宇宙用戦闘用ロボット。「アルバイター」では“スター・ゴールド”と名乗る（イエローではなくゴールドとしているあたり、彼のナルシストぶりがうかがえる）。
根っからのナルシストで英語交じりの口調で話し、常にバラを咥えている。デザインは原作のものと大差ないが、やたらと睫毛が長く描かれている。8体の中ではリーダー格らしく、時給戦隊アルバイターのポーズの際には中央を飾っている。特殊武器である「スタークラッシュ(作中ではこの名称は登場せず、スターバリアーなどと表記される。設定上では攻撃面がスタークラッシュ、防御面がスターバリアーという解釈がされている)」はフォルテのバスターを完全に防ぐ程で、ワイリーナンバーズ屈指の防御力を持つ。遊園地ではメリーゴーランドの係員を担当。「モードB」においては一応5番手ということになっているが、実際は順序に関係なくバリアによる援護を担当する。脳天気なお調子者だが、絶望的な状況においても笑顔を絶やさないムードメーカーでもある。
『ギガミックス』の「バーニングホイール」ではレース中の事故に見せかけるためのワイリーロボットたちに指示を与えるために、衛星の管理をしていた。なお、くわえたバラは真空である宇宙で音声通信するための道具（バラを伝って口の中の振動が声に変換されるため、モゴモゴとした含み言葉になるが真空中でも一応の会話通信ができる）と説明されていた。
「暗黒の月」では、「モードZ」でスターバリアによりロックマン、カットマン、エレキマン、ラッシュの身を守るが、スペース・ルーラーズに撃破されてしまう。
「光る明日へ」で、他のフィフス・ナンバーズと共にコサック博士に回収され、ワイリーにより修理される。スペース・ルーラーズとの最終決戦では、シェードマンの奇策で、スカル衛星に接続され、ロックマン・シャドーマン・リングマンを大気圏離脱時の高熱から守るバリアの役割を担った。最後の最後までいつもの笑顔を崩さず、カリンカには「緊迫感に欠ける気がする」、シェードマンには「こういう時にはかえっていいんじゃないか」と評された。最終決戦の後にロックマン・リングマン・フォルテの回収を行ったのも彼である。

DWN.038 チャージマン
輸送列車護衛戦闘用ロボット。「アルバイター」では“チャージ・オレンジ”と名乗る。
蒸気機関車のような外見をしており、動力は石炭。遊園地が襲撃された際にはその機動力で客の安全を素早く確保した。また特殊技「チャージタックル」はフォルテを軽々と吹っ飛ばす。遊園地では外見からか小型機関車の運転手を務める。「モードB」では一番手を務め、先陣を切ってタックルを仕掛け敵を怯ませる。
『ギガミックス』の「暗黒の月」では、奇襲して来たマーキュリーとウラノスからロックマンたちを守るため、彼らをトロッコに乗せて避難させるが、サターンによる「ブラックホール」で元の場所に戻された挙句破壊されてしまう。

DWN.039 ナパームマン
重火器内蔵戦闘用ロボット。「アルバイター」では“ナパーム・パープル”と名乗る。
全身兵器の物騒な外見をしており、破壊に美学を見出す兵器マニア。しかし本作ではあまり目立たず、性格もどちらかといえば攻撃的というよりは温厚。遊園地ではチケット売り場の受付をしている。「モードB」においては、4番目の攻撃役。
「バーニングホイール」では愛車『パトリオットボンバー』を駆りレースに参加。ハワイで無差別的に奇襲攻撃を仕掛けたギリアムナイトの軍団をシャドーマンと供に一掃し、ロールたちを救出した。シャドーマンと違いロールに感謝されたことに素直に感激するなどここでも人間臭い一面を見せるが、その後ギリアムナイトにやられてしまったらしくフォルテたちがやってきた時には既にリタイアしていた。パトリオットボンバーは実は人力駆動（他のフィフスナンバーズがエアロバイクをこぐことで動力となる構造）で、ライトットが分解した際には、中にチャージマン・クリスタルマン・ウェーブマンが倒れていた（見てしまったライトットとフォルテは「見なかったことにしよう」と冷や汗をかいていた）。

DWN.040 クリスタルマン
鉱山防衛戦闘用ロボット。「アルバイター」では“クリスタル・スカイ”と名乗る。
全身にクリスタルがちりばめられており、武器である「クリスタルアイ」にもクリスタルを使用する。フィフスナンバーズの中では比較的真面目な性格で、そのせいか苦労も多い悲しいロボット。しかし「アルバイター」の名乗りには嬉々として参加するなど他のメンバー同様調子のいいところもある。遊園地では何故か焼きそば屋台を担当。『マニアックス』では「アルバイター」の名乗りのためだけに客の対応の最中に呼び出される一幕がある（名乗った理由は子供が泣いていたからだが、風船が木に引っ掛かったからであってジャイロマン一人ですぐに解決し、クリスタルマンが来る必要は全く無かった）。「モードB」においては、3番目の攻撃役。

### スペシャルワイリーナンバーズ
SWN.001 フォルテ
戦闘用ロボット。Dr.ワイリーがロックマンを倒すために特別に製作したロボットで、並みのロボットでは太刀打ちできないほどの力を持つ。ロックマンの能力や戦闘データ研究のため、外見はともかく能力はロックマンと非常に似通っており（ワイリーが、自身がライト以上に優れた戦闘用ロボットを生み出せることを証明させるのも兼ねている）、本作では披露されていないが、ロックマンと同様に、武器トレースシステムが内蔵されている。
自身もロックマンを倒し最強のロボットになることに存在意義を持っており、ロックマンを自分と戦わせるためなら手段を選ばない。クイックマンと並び、ロックマンのライバルという立ち位置にいるが、実際には一方的にロックマンに襲い掛かっている。性格はかなり好戦的でプライドが高く、獣のような凶暴さを持つため製作者であるDr.ワイリーの命令に逆らうことが多く、ワイリーナンバーズのロボットたちからも、敬遠されていることもある。
劇中では多くのロボットを圧倒したり街一つを壊滅させるなど、力の象徴として描かれることが多い。またゴスペルと合体することで飛行能力が加わり、更に戦闘能力が上昇するがロックマンとの戦闘では1対1の勝負に拘っているせいか、使用したことがない（『メガミックス』での合体形態は『7』のものだったが、『ギガミックス』の「光る明日へ」でゴスペルと合体した時には、エネルギー結晶によるものか、ワイリーの改造によるものか、『ロックマン8』以降のデザインになっている）。
彼は本作の「史上最強の敵」（時間軸上では『ロックマン6』の直後）にて既にDWNであることが知れ渡ってしまっている。原作ゲームでの初登場である『ロックマン7』で彼は最初謎のロボットとしての登場だったため、本作を考慮に入れると『7』のストーリーが成り立たなくなるため、作中では未完成機であることを表現するためチンガードが省かれている。
『ギガミックス』の「バーニングホイール」では、ロックマンと戦うためにブラック4ローダースのローダース2に化け、ワイリーと供にレースに参加していたが、いつまで経ってもロックマンと戦えない上に自分が2番目ということが我慢できなかったため、ゴスペルを愛機に改造した『ゴスペルダークスター』を駆使してロックマンに襲い掛かるが、そのまま通り過ぎた上に破壊されたワイリーのメカに激突してしまい、即リタイアとなった。また『MANIAX』でもそうだったが、それ以降からライトットと供に漫才的に行動することが多くなった。しかし「白い悪夢」では、突如現れた白いロボットに先制攻撃を仕掛けるが、彼の一撃により倒され、行方をくらましてしまう。
「光る明日へ」では他のワイリーナンバーズと共に回収されていたことが明らかになり、ゴスペルに脅されたライトットにより修復される。クリスタルを4本装備し、ゴスペルと合体したことで単機でも大気圏を離脱し、スペースルーラーズを一時圧倒するほどのパワーを得るが、あまりの高パワー故に我を見失ってしまう。ロックマンたちと合流した後、サターンの「ブラックホール」でバスターを跳ね返され窮地に陥るが、デューオの呼びかけで正気を取り戻し、取り外したクリスタルをフォルテブラストで撃ち抜き、その爆発でサターンを撃破している。その後スターマンに回収され地球に帰還し、最後のスタッフロールで、「ロックマン8」のナンバーズと共に登場している。

SWN.002 ゴスペル
スペシャルサポートロボット。狼型のロボットでフォルテのサポート用として作られた。ペットのようなラッシュとは正反対の野犬のようなロボット。ライトットからは「犬」と呼ばれる。
フォルテにしか懐かず、ピンチ時にはしばしば乱入して彼を助けている。また、羽のような形「ゴスペルブースト」となりフォルテと合体することができる。合体形態でロックマン相手に戦闘を行ったことはないが、『ギガミックス』の「光る明日へ」では、大気圏離脱をこの形態で行ったこと、かつフォルテが正気を失っていたことにより、スペース・ルーラーズと戦闘を行った。
『ギガミックス』の「バーニングホイール」では、フォルテをレースに参加させるためにゴスペルダークスターに改造したが、反対車線で走行したために破壊されたワイリーメカに激突してしまい、その場で気絶した。

### メガワールドナンバーズ
『ロックマンメガワールド』の「ワイリータワー」に登場するボスのこと。復刻版3巻において新たに描き下ろされたストーリー「メガ・ガンダーラ」に登場。完全版および新装版では書き下ろし分が除外されたため出番が無い（後にロックマンマニアックスに収録された）が、『ギガミックス』では「光る明日へ」ではクライマックスの世界中の人々がロックマンにエールを送るシーンで1コマだけ登場（どうやらなおもロックマンを探し、迷い続けていた模様）。
MWN.001 バスターロッド・G
孫悟空型の対ロックマン用ロボット。
戦闘力は高いのだが、何も考え無しに行動する性格のため、ロックマンの居場所が分からないまま出撃してしまいワイリーの下に帰ることもできなくなってしまった。挙句の果てには棒（如意棒）が倒れた方向で行き先を決めようと占いし出し、メガウォーターからは「脳みそ（プログラム）が腐って（バグって）いるのか!」と激怒された。その後、半年かかってどうにかロックマンの元にたどり着くが肝心の「ロックマンを倒す」という目的を忘れてしまい、更にそれからワイリーの元に帰るまで1年かかったためワイリーからも忘れ去られていた。

MWN.002 メガウォーター・S
沙悟浄型の対ロックマン用ロボット。
原作ゲームでは頭脳労働担当とされており、考え無しで動くバスターロッドと仲が悪く喧嘩が絶えない。ただ、ハイパーストームの案に便乗したり、ロックマンを倒すという目的を他のメンバー同様忘れてしまったりと、バスターロッドと似ている面も多く頭の良さには疑問が残る。沙悟浄（河童）型という自身の姿にコンプレックスがある。なお、有賀が以前手がけたショートコミックでは語尾に「 - ザマス」をつけていた。

MWN.003 ハイパーストーム・H
猪八戒型の対ロックマン用ロボット。
のんきな性格で、バスターロッドとメガウォーターの喧嘩の仲裁役を務めている。しかし単にのんきなだけではなく、自ら策を考案したり、3体の中で自分たちの目的を（おぼろげながらも）忘れていなかったりなど、しっかりした面も見せる。喋る際にふきだしが無く、手書きの文字が出る。

### ロックマンキラーナンバーズ
『ロックマンワールド』『ロックマンワールド3』『ロックマンワールド4』に登場するボスのこと。4コマや寄稿イラストで姿を見せるのみで、本編には登場していない（『ギガミックス』で登場させるという構想があった）。
RKN.001 エンカー
対ロックマン用ロボット。ロックマンキラー第1号で、打ち出された武器を反射するように撃ちだす「ミラーバスター」を発生させるバリヤードスピアが武器。
4コマでは主にサッカーの審判を勤めていることが多く、ロックマンたちのサッカーを見て「こんなのサッカーじゃねぇ!!」と泣きながら憤慨するなど、サッカーのルールに厳しい一面を見せるが、一度選手として出場するも「ロックマン以外のチームと戦いたくない」という理由で棄権してロックマンのチームの対戦を逃したり、ビートをロックマンと勘違いするなどうっかり屋な面も披露した。

RKN.002 パンク
対ロックマン用ロボット。ロックマンキラー第2号で、刃を持った高回転弾「スクリュークラッシャー」が武器。
4コマでは「アイアイムパンク」や「ファックキルユー」など片言な英語しか喋らない（日本語を用いたのは対戦を棄権してしまったエンカーに呆れる際に言った「オイオイ」とロックマンを倒した際の「フフフ」の2言のみ）。

RKN.003 バラード　
対ロックマン用ロボット。ロックマンキラー第3号で、両腕に「バラードクラッカー」発射口が備わっている。

### コサックナンバーズ（フォースナンバーズ）
『ロックマン4』のボスのこと。Dr.コサックが製作した主なロボット。スカルマンを除いて、彼らもライトナンバーズ同様に戦闘用ではなく人のために役立つよう作られた。原作ゲームでは彼らはワイリーナンバーズとなっているが、『メガミックス』ではコサックナンバーズとなっている。
『ギガミックス』の「光る明日へ」では、スペース・ルーラーズのサターン、ウラノス、マーキュリーによって窮地に立たされたロックマンたちのもとに封印されたスカルマンを除くナンバーズが登場し、埋め込まれたクリスタルにより引き上げられた力でウラノスを一斉攻撃で撃破した（後のリングマンの話では、自身に埋め込まれたクリスタルが共鳴してルーラーズの場所を把握できたとのこと）。しかしクリスタルを装備したことで正気を失い、ウラノスを倒した後も周囲に見境なく攻撃を続けるが、クリスタルが放出されたことで機能を停止した。その後、コサックにより修理され、ライトナンバーズ、ワイリーナンバーズと共に、旧ワイリー基地のパーツの代用として働き、サンゴッドと戦うロックマンにエールを送った。
DCN.025 ブライトマン
照明作業用ロボット。頭に大きな電球をつけた外見をしており、普段は電気屋に勤めている。
性格はやや幼く、良くも悪くも争いごとを好まないタイプ。スカルマンの襲撃を受けた際ずっと隠れていたり、その後もカリンカたちが捕まってしまったのに逃げ出したため、ロールやダイブマンからは「弱虫」と言われた。しかし単に臆病なだけではなくとても仲間思いで、破壊されたファラオマンたちを自分のパーツまで使って修理するなど仲間のためなら自己犠牲も厭わない一面も持つ。戦いを避けるのも同じコサックナンバーズであるスカルマンを仲間だと思っていたからこその行動だった。なお、「復活の死神」においては気弱な面ばかりが前面に出たが、普段はとても明るい性格らしい。コサックが改心し、工業用ロボットに戻った後も、バスターは装備されている。
『ギガミックス』の「光る明日へ」では、クリスタルを装備された後、「フラッシュストッパー」を使用し、スペース・ルーラーズのウラノスの動きを止めている。
初登場は「復活の死神」だが、「メタルハート」のシャドーマンの台詞の吹き出しの中にブライトマン（らしきもの）が描かれている。

DCN.026 トードマン
農作業用ロボット。カエルのような外見をしており、田舎訛りがかかった口調で喋り、あまり速く動けない。両肩には人工雨「レインフラッシュ」を出す発射口がある。相手の立場になって物事を考えられる一面を持ち、一番初めにスカルマンの気持ちを理解したロボットであった。
かつてロックマンと戦った際の「レインフラッシュ」は「復活の死神」ではもう装備していないらしく、ブライトマンでさえバスターを装備している一方、DCNで唯一武器を装備していない工業用ロボットに戻っていた。しかし、『ギガミックス』の「光る明日へ」では、スペース・ルーラーズ相手にレインフラッシュを使用しているコマが見られる。
「史上最強の敵」ではブライトマンと共にスカルマンの墓参りをしていた。

DCN.027 ドリルマン
工事現場作業用ロボット。両手両足と頭にドリルを持ち、両腕のドリルは特殊武器「ドリルボム」にもなる（ブースターには自分の顔を模したペイントが施されている）。
「復活の死神」ではワイリーに操られロックマンたちを襲撃する。が、その後ブライトマンによって修理され正気を取り戻す。
「史上最強の敵」では描き下ろしシーンにてコピーロックマンを逃がし、ダイブマンと共に皆を説得する。

DCN.028 ファラオマン
遺跡探索用ロボット。体内に光エネルギーを蓄積させることが可能、それを利用したエネルギー弾「ファラオショット」や「ファラオウェイブ」が武器。
「復活の死神」ではドリルマン、ダストマンと共に操られ、ロックマンを襲撃。ファラオショットで雪を溶かして蒸気を作りロックマンたちを撹乱させる戦法を執り彼らを圧倒するが、援護に来たブライトマンのバスターを受け倒れた。
「史上最強の敵」ではコサックに内緒で冒頭のロボット選手権に出場。が、ヤマトマンら8体のロボットに立ち向かい破壊されるも、『ギガミックス』の「白い悪夢」では復活。
原作ゲームとデザインが多少アレンジされており、体に包帯が巻かれるなどミイラの印象がより強くなっている。また体に対して頭がかなり大きく描かれているが、これはゲーム中のドット絵を再現したもの。彼をメインにした短編が存在するが、都合によりお蔵入りになった。

DCN.029 リングマン
原作ゲームでは対ロックマン用に設計された純粋な戦闘ロボットという設定だったが、こちらではロボット犯罪を取り締まるために作られたポリスロボットという設定になっている。階級は警部。特殊武器である「リングブーメラン」は攻撃だけでなく相手を拘束する枷としても使用可能。
「復活の死神」では冒頭でスカルマンの襲撃でボロボロになりながらもロックマンたちに危機を知らせに来る。その後修理され戦線に復帰、不意打ちながらダストマンを一撃で倒すなど戦闘力は高い。常に他者のことを重んじる思慮深い性格で、コサックナンバーズの中でもリーダー格になっている。
「史上最強の敵」ではコピーロックマンに関する捜査に奔走する。しかし真相を探るため降格覚悟でロールたちを敢えて留置所から逃がしたが、ロールが自身に礼を言ったことで部下たちにばれてしまい、出世への道を断たれてしまう。オチとしてライトットのいる牢屋に閉じこまれてしまうが、『ギガミックス』の「バーニングホイール」では釈放されたのか、刑事として、ゴールしたワイリーを逮捕した。しかし、「白い悪夢」で再登場した際にはポリスの証である胸部の星のエンブレムはつけていない。
「光る明日へ」では、当初は他のコサックナンバーズ同様にクリスタルで暴走したが、スペース・ルーラーズとの最終決戦においてはコサック博士によりコサックナンバーズの代表に選ばれ、再びクリスタルを装備されて、ロックマン、シャドーマンと共に、スカル衛星で宇宙に出撃する（この際に再び暴走は起こらずクリスタルを制御できていた様子）。プルートとの対戦で大ダメージを負い、一度は意識を失うが、スカルマンによる檄を受け、プルートを撃破した。

DCN.030 ダストマン
都市用清掃用ロボット。上に開いた大きな吸気口が特徴。台詞が皆無に近く、コサックナンバーズの中でも一際影の薄い存在であるが、操られるだけあって戦闘力は高め。
「復活の死神」ではワイリーにさらわれ改造されてロックマンを迎え撃つも、リングブーメランで一撃大破。「史上最強の敵」ではファラオマンと共に世界ロボット選手権に出場するも、またしても、トマホークマンに一撃で破壊される。だが、『ギガミックス』の「白い悪夢」では再び姿が確認できる。
登場する全ナンバーズの中でも1、2を争う台詞の少なさを持つ。「復活の死神」では台詞は無く、「史上最強の敵」においては技名「ダストクラッシャー！」を叫ぶのみ。「白い悪夢」では「な、何ぃ～！？」の一言。計二言がダストマンが間違いなく話していると確認できる全台詞である。
原作ゲームでは飛び道具はダストクラッシャーだけだが、「光る明日へ」ではバスターを使用している。ファラオマン同様、彼をメインにした短編が存在した。

DCN.031 ダイブマン
水中探査用ロボット。潜水艦のような外見をしており、武器である「ダイブミサイル」は本来魚の捕獲用。原作ゲームで見せた胸部の他、本作では腕部からも発射する。
性格は情に篤く豪快、悪く言えば単純で、「復活の死神」ではトードマンがスカルマンの心情を慮るそばから何の躊躇もなく戦いを始めたり、ワイリーに洗脳されたファラオマンたち相手にも全くためらわずに応戦したりと直情径行な面が目立つ（トードマン曰く「いいやつなのだが頭が足りない」、ロック曰く「悩むタイプじゃない」）。しかし戦いの中でスカルマンの心情を汲み取り、最終的には彼を兄弟と認め受け入れようとした。また、戦いから逃げ続けるブライトマンを「弱虫」「情けねえ」と叱責していたが、我が身を削って仲間を助けた彼の姿を見たことでその思いを理解したらしく、ラストシーンでは彼の肩に手を当てていた。
「史上最強の敵」で再登場した時は「復活の死神」の事件の中で自らの中に芽生えたことを交えてドリルマンと共に「コピーロックマンをただの模写として殺さないでほしい」と説得をする。

DCN.032 スカルマン
戦闘用ロボット。細身の骸骨のような姿をしている。人間の役に立つように設計された他のコサックナンバーズと違って、コサックがワイリーに脅迫されていた頃に作られた、ナンバーズ唯一の戦闘型ロボットである。防御力だけでなく攻撃力も高い「スカルバリア」（普段は両肩に収納されている）と、両腕のバスター、胸部に収納されている8門の機関砲が武器。純粋な戦闘型であるため、その戦闘力は他のDCNを凌駕する。『メガミックス』と『ギガミックス』では目の周りの配色が異なる。
事件の収束後、その力の暴走を恐れてコサックはスカルマンを封印するが、そのことによって彼は長年に渡り孤独を味わう。ワイリーによって開放された際には自分を封印したコサックを誘拐、復讐をすると見えたが、本当はコサックに優しい言葉をかけて欲しかっただけであった（そのこともあってか「ロボットは友人」と提唱するコサックに対し「俺のことを封印しといてよぉ、てめぇの都合のいいことだけ言ってんじゃねぇよ」と辛辣な言葉を浴びせたり、コサックを心配するカリンカに対して憎悪の篭った表情を浮かべるなど、寂しさに駆られるあまり性格面が荒んでしまっていた）。その後スカルバリアと機関砲を駆使してロックマンたちを圧倒するが、自分を謝罪したコサックを涙を流しながら撃とうとしたところをロックマンが放った一撃によって大破、駆け寄ったコサックに「自分のような戦闘用ロボットはもう作らないで欲しい（自分と同じ孤独な境遇を味わわせたくないという思い）」と願いを伝え、仲間に見守られながら機能停止、コサックたちに供養された。
初登場した際にはフードを被り、巨大な鎌を担いだ文字通りの死神のような様相だったが、ロックマンたちとの戦闘では通常の姿であった。鎌を武器として使うシーンもなかった。
『ギガミックス』の「光る明日へ」では、リングマンがスペース・ルーラーズのプルートによって片足をもがれるほどの大ダメージを負った後に、死神の姿で突如現れ、スカルバリアで攻撃を無効化し、プルートを萎縮させた（戦闘力でもプルートをして「化け物」と言わしめている）。更に、リングマンの意識の中で、自分の死に責任感を持たないようにすることや、自分らしく生きることを説き、「兄弟」と呼びかけ戦う意欲を取り戻させた。
ロックマン誕生の経緯を誤解しているようで、「復活の死神」ではロックマンに対して「（自分と同じように）兄弟の中から一人だけ否応なしに戦闘用になったのだろう」と声を掛けている。

### ミスターエックスナンバーズ（シックスナンバーズ）
『ロックマン6』のボスのこと。世界ロボット連盟が世界平和のために世界中の科学者に開発を依頼し、各国の代表として第1回最強ロボット選手権に出場していた世界強豪ロボット。そのため多くが戦闘用として作られたが、中には戦闘用として改造されたロボットもいる。コサック製ロボ同様、原作ゲームではワイリーナンバーズになっているが、『メガミックス』ではミスターエックスナンバーズとなっている。
「史上最強の敵」ではワイリーの手によって操られたが、コピーロックマンによって正気を取り戻し、特殊武器による弱点をオリジナルロックマンに助言するというサポートをした。
『ギガミックス』の「暗黒の月」ではスペース･ルーラーズと戦い、人々が避難するための時間を僅かながらも稼ぐが、全滅してしまう。「光る明日へ」ではスペース・ルーラーズが全滅した後に修復され、サンゴッドの攻撃で被災した人々の救助にあたり、サンゴッドと対決するロックマンにエールを送った。事件が終結した後、8体揃ってテレビ番組に出演していた。
MXN.041 ブリザードマン
寒冷地仕様戦闘用ロボット。カナダ代表。元々は南極の気象観測用だった。両肩のダクトから放出される「ブリザードアタック」が武器。陽気な性格だが、たまにブラックジョークを飛ばすことも（作中ではロールが一命を取り留めたことを伝えに来たカリンカに対して「（ロールが）死んだの?」と言ってヤマトマンたちにボコボコにされた）。また、設定上では足に付けているスキー板はスノーボードへと変形が可能。
『ギガミックス』の「暗黒の月」では、マースの『フォトンミサイル』によって破壊されてしまう。

MXN.042 ケンタウロスマン
人馬型戦闘用ロボット。ギリシャ代表。元々は博物館のガイドロボットだった。ワープ能力を有する。原作ゲームでの特殊武器「ケンタウロスフラッシュ」は本作では採用されず、『ロックマン2・ザ・パワーファイターズ』での「ケンタウロスアロー」を特殊武器として使用する（設定ではケンタウロスフラッシュはエネルギー消費が激しいため、通常戦闘ではケンタウロスアローを使用しているという説明がされている）。手に持つ槍とその特殊能力を駆使して戦うが、いずれの武器も劇中では描かれていない。特に槍は持っている所ですら1シーンのみである。
『ギガミックス』の「暗黒の月」では、サターンの『ブラックホール』によって破壊されてしまう。

MXN.043 フレイムマン
火炎戦闘用ロボット。アラブ代表。火力発電により動く。頭に巻いたターバンの下は大型の火炎放射器になっており、ここから放たれる大型の「フレイムブラスト」は非常に強力。だが、実際に使うシーンは描かれていない。
『ギガミックス』の「暗黒の月」では、ウラノスと一騎討ちとなるが最大出力のフレイムブラストでも傷一つ与えられず、角で胴を貫かれ、破壊されてしまう。

MXN.044 ナイトマン
騎士ロボット。イギリス代表。重厚な鎧を着た騎士のような外見をしており、防御力はかなり高い。特殊武器である鎖で繋がれた鉄球「ナイトクラッシャー」はパワーも高いが、リーチが短いことが弱点。
『ギガミックス』の「暗黒の月」では、ネプチューンの『ソルトウォーター』によって盾を溶かされ、最後にネプチューンの一撃で破壊されてしまう。

MXN.045 プラントマン
植物型マスコットロボット。南米代表。子供のような性格のせいか（デザインも他のロボットたちに比べ、少年らしく描かれている）、アイスマンとはよく気が合う場面が見られる。特殊武器「プラントバリア」の防御力はかなり強力で、ファラオマン、ダストマンの技をいっぺんに防ぎ切ったが、発動するまでの時間がかかることが弱点。
『ギガミックス』の「暗黒の月」では、ビーナスの『バブルボム』によって破壊されてしまう。

MXN.046 トマホークマン
ロボット戦士。北米代表。ネイティブ・アメリカンがモデルとなっている。『ロックマン6』の中に出てくる8体の中ではヤマトマンと並ぶ実力者で、ファラオマンを一撃で破壊し、姿を消したシャドーマンを瞬時に見つけ攻撃を仕掛けた。手に持つ斧を発射する「シルバートマホーク」が特殊武器。操られている間は助詞を使わない片言口調（「トマホークマン、お前倒す!」など）だったが、洗脳が解けてからは普通の口調で喋っている。
『ギガミックス』の「暗黒の月」では、プルートの爪攻撃によって斬り刻まれてしまう。

MXN.047 ウインドマン
突風戦闘用ロボット。中国代表。農作物の成長を風で助ける仕事をしていた。かなりの大型だが、ホバー走行ができるため素早く動き回れる。モーター、エンジンの廃熱を利用した特殊武器の「ウインドストーム」は軌道が低く、ジャンプで飛び越えられることが弱点。
『ギガミックス』の「暗黒の月」では、ジュピターの『エレクトリックショック』で破壊されてしまう。

MXN.048 ヤマトマン
武者ロボット。日本代表。ミスターエックスナンバーズの中でも1・2を争う実力者で、操られていた際にはコピーロックマンを追い詰めたほどであった。しかしその強さが結果として彼を目覚めさせ、両腕を引きちぎられ、腹部に槍を刺される重傷を負い（コサック曰く、「人間なら3回は死んでいる」）、カットマンたちに対してロックマンを危険視するような態度をとるが、コサックが本物のロックマンを連れてきたことで誤解が解けた。手に持つ「ヤマトスピア」と呼ばれる槍は攻撃に使うだけでなく、回すことでヘリコプターのように飛行することも可能。
『ギガミックス』の「暗黒の月」では、マーキュリーの『スナッチバスター』で体力を吸収され、気絶している間に胴体を踏み潰され、破壊されてしまう。

### サポートロボット
ラッシュ
サポート犬ロボット。ロックマンをサポートする。ジェットマシン・ジャンプ台・潜水艦等状況に合わせて多くの形態への変形が可能。
『ギガミックス』の「バーニングホイール」ではライトットがレースに参加するために彼によって強引にラッシュロードスターに改造されるが、他にもバイク型に変形したり、更にロックマンと合体することでスーパーロックマンに変身するほど、更なる改造を行ったらしい。

ビート
サポート鳥ロボット。コサックからロックマンに贈られた。外見はロックマンのヘルメットをかぶった小鳥といった印象。
作中では最高速度マッハ3を誇るアイテム2号よりも速く飛ぶ飛行能力を見せることも。
『ギガミックス』の「バーニングホイール」ではロールとカリンカに頼まれたコサックによってポップンビートに改造された。

エディ
アイテムキャリーロボット。本来はロックマンにアイテムを運ぶサポートメカであるが、爆弾を敵に落としたり、またオリジナル要素として炊飯器代わりにもなる。

タンゴ
サポート猫ロボット。猫型らしい気ままな性格で、「史上最強の敵」ではブルースと共に影でロックマンたちのサポートをし活躍をする。
『ギガミックス』の「光る明日へ」では、ブルースが唯一心を許せる存在として描かれている。スペース・ルーラーズのアースによる攻撃からブルースをかばい、致命傷を負うが、機能停止してもダークムーンに挑もうとするその勇気を見て、ブルースはマフラーを残し、最後の戦いに旅立った。その後、ライト研究所に届けられ、Dr.ライトにより「助かる」と判断された。

レゲェ
ペット鳥ロボット。カラスのような風貌をしている。原作ゲームでは『ロックボード』、『ロックマンズサッカー』、『ロックマン7』のパスワード画面と地味な所にしか出てこないマイナーキャラであるが、本作ではワイリーの隣で常に見ることができる。ワイリーの言葉を繰り返していることが多いが、時折「アホー!」と悪口を言うなどしてワイリーに殴られたりしている。『復活の死神』ではビートを弾き飛ばす等、決して口やかましいだけではない。
『ギガミックス』の「アステロイド・ブルース」では、γ（ガンマ）を開発する際にあった残りのパーツをワイリーが使い、ロックマンのサポート用ロボットとして開発されたが、元々ワイリーが仕組んだスパイロボだったため、ブルースによって破壊されたが、その後ワイリーによって回収され、復活。「白い悪夢」では、白いロボットの奇襲によって再び破壊された。「光る明日へ」ではワイリーナンバーズと共に登場し、ビートを回収した。

### 人間の登場人物とその他のロボット
Dr.ライト
ロックマンの生みの親で、「ロボット工学の父」と呼ばれる科学者。人類で初めて「心」を持つロボットを生み出し、その功績は後世にも大きく関わることとなる。しかしそのロボットたちが犯罪の道具として使われたことに心を痛めており、大きな責任を感じている。原作ではアメリカ在住だが、本作ではロボット先進国である日本のロボット学者から迎えられたことにより日本在住となっている。
「戦士の休日」での会話から、後世に活躍するロックマンの後継者の開発を始めたのは、『ロックマン5』の事件の少し後と解釈されている。
業界でも有名な博士である故に、「史上最強の敵」ではコピーロックマンを警察が見抜けなかったために、重要参考人として警察に逮捕されている。WRUの名誉顧問でもあるが、本人はWRUのことを「見栄っ張りの上派手好き」としてあまり快く思っていない模様。

Dr.ワイリー
原作ゲームでのラストボスであり、悪の科学者。数十体を超える戦闘用ロボットを生み出し、幾多にも渡る世界征服作戦を行うが、ロックマンによっていずれも阻止される。本作では各作品の後日談であるためかあまり表には出ず、黒幕として暗躍する。原作ゲーム同様にコミカルなシーンが多い。また、ゲームと異なり、サングラスやメガネをかけているシーンもある。有賀が『コミックボンボン』でロックマンの4コマ漫画を描いていた頃からの、ドクロ柄のネクタイがトレードマークである。
シリアスなストーリーが展開される『ギガミックス』2巻以降では、これまでの「悪役」「三枚目」といった印象とは異なる、堂々とした見せ場が多く見られる。罪のないロボットを傷つけたくないという思いや、部下のロボットを見捨てたくないという度量、受けた恩を返す義理堅さ、更にナンバーズの修理をためらうDr.ライトを説得するなど、「科学者としての矜持」「心を持ったロボットを創造した者の責任感」を持った人物である。
「R破壊指令」でワイリー基地（『ロックマン2』のワイリー城のデザイン）がライトナンバーズに発見され、投棄して以降（基地の機能は一部生きている）は、廃墟などを再利用した「ワイリー基地（仮）」や「ワイリー基地（即席）」にて、ワイリーナンバーズと共に生活している。「史上最強の敵」では、Dr.ライトが逮捕されたニュースから「無礼講」として宴会を開いているが、「戦士の休日」で時給戦隊アルバイターがアルバイトをしていたり、「史上最強の敵」の宴会シーンでのワイリーナンバーズの台詞から、普段は予算不足であることや借金を抱えていることがうかがえる。「メタルハート」以降、ラスト1コマないし1ページは彼がオチを担当している。
『ギガミックス』では、太平洋に浮かぶドクロ型の島・ワイリーシティ（司令室は『4』のワイリー城のデザイン）に、ナンバーズやフォルテ、ガードロボットと共に潜伏している。スペース・ルーラーズ事件の後は、別の場所にワイリータワー（『8』のワイリーステージのデザイン）を新しく建造し、新たに製作したナンバーズを出撃させた。ラストシーンでは『8』のコスチュームを着用している。
なお、Dr.ライトと異なり、後世にロックマンの後継者と無二の親友となり、共に平和を守る戦士として活躍する赤い英雄の開発を匂わせるシーンはなく、彼の開発を始めたのは、もっと後の時期と解釈されている。

Dr.コサック
『ロックマン4』より。世界的なロボット技術者であり、コサックナンバーズのみならず量産可能な警察官ロボットの製作にも関わった。ロボットとの信頼関係を築くことが重要と考えており、そのことを綴った著書は1000万部を超えるベストセラーとなる。
「復活の死神」にて彼によって封印されていたスカルマンをコサックに嫉妬したワイリーが開放、スカルマンに誘拐された彼は封印されたその心情を知り、自分のしたことを深く悔いる。その後「史上最強の敵」にも登場。コピーにやられた本物のロックマンを救出し、ヤマトマンらの修理をしたり、コピーロックマンの正体にいち早く気づくなどの活躍をする。
割とちゃっかりしている人物のようで、「ロックマンマニアックスvol.2」（復刻版2巻掲載）ではワイリーに対して「他力本願で人のロボットを使い世界征服をしようとは許せない」と言いつつ『ギガミックス』の「光る明日へ」ではワイリーに協力させられた時に見せられたワイリーの研究データを持ち逃げしていたことが明かされる。

カリンカ
『ロックマン4』より。
コサックの娘で、原作ゲームではワイリーに誘拐され、コサックを脅迫するための人質にされた。小さな頃から父が彼女よりロボットに構っていたこともあってか、ロボットのことをあまり良く思っていなかったらしく、「復活の死神」では彼女が無事であることを安堵するような発言をしたロールに感情的な言葉を浴びせかけ、スカルマンを「血も涙のない最低なロボット」と辛辣に罵倒した。しかし雪山で凍死直前になった際、ロボットであるロールに助けられて考え方が変わることとなる。その後「史上最強の敵」にて再登場、コサックの助手として今度は大破したロールを救う。
『ギガミックス』の「バーニングホイール」では、「ポップンビート」で「バトル＆チェイス」に出場するロールを全般的にサポートする。「暗黒の月」ではスペース・ルーラーズのビーナス、ジュピターに襲われたロール、ライト博士、ワイリー、ライトナンバーズ、シャドーマンらを救出するため、デューオと共にバイクで駆けつける。「光る明日へ」では地上の人間やロボットにかまわず戦おうとするデューオを諌めたり、クリスタルによる暴走を危惧するリングマンに、自分の心を信じるように助言したりなど、精神的に大きく成長した姿を見せた。
人間なので成長しており、『ロックマン4』では9歳、「復活の死神」では12歳、「史上最強の敵」では14歳となっている。

ライトット
助手ロボット。ロボットでありながら他のロボットの修理・点検を行う。自称「Dr.ライトの一番弟子」。その自称は決して伊達ではなく、サポーターとしては非常に優秀である。『メガミックス』では、Dr.ライトと共にリングマンを修理（「復活の死神」）したり、エネルギーを使い果たしたロックの調整（「メタルハート」）などのサポートを行っている。
一方、ギャグメーカーでもあり、「史上最強の敵」以降からワイリー同様、ラスト1コマないし1ページは彼がオチを担当するようになった。他にも『MANIAX』や『ギガミックス』の「バーニングホイール」では、フォルテと供に漫才的にいることが多くなっている。若干欲望に忠実で、ライト博士に無断でメカを造ったり、気絶しているロボットやそれの操るマシンからパーツをちょろまかそうとしたこともあり、それを見ていたフォルテからは「本当に甘ちゃんであるロックマンの仲間なのか？」と疑われていた。
「バーニングホイール」では、レースに参加するためにラッシュを『ラッシュロードスター』に改造（正確には、コアユニットとして組み込んだ）しただけでなく、ロックマンを更なるサポートを行うため、新たにバイク変形機構や「スーパーロックマン」への合体機能も追加している。しかし、レースへの参加は賞金目当てで、ロックに自分が乗るはずだったロードスターを持ち出されても、懲りずにライトットンハーフトラック改で出場した。が、フォルテに目を付けられてしまった結果、結局は途中でリタイヤしてしまっている。
「スペース・ルーラーズ編」での最大の活躍と言えるのは、ライト研究所の地下に秘密研究所を「無断で」建造していたこと（『ギガミックス』の「Dr.ライトット研究所」の記述も参照）である。研究所としての設備は完備されていたために、こことDr.コサックのヘリトレーラーで、ライトナンバーズ、フィフスナンバーズ、コサックナンバーズらの修理や、ロックマンの蘇生処置も行われている。しかし、フォルテを修理したことが更にトラブルを招いたことから、他のロボットにボコボコにされ、簀巻きにされている。

イエローデビル
『ロックマン』より。本作では「ロックマン誕生」にて登場。ワイリーの移動要塞である「ツインピラミッド」内のコントロールルーム防衛を担当し、侵入したロックマンを鷲掴みにしたが、スーパーアームのパワーで腕をはじかれた後に、コア部分をサンダービームで攻撃され、大破した。「Ww…」という言葉しか喋ることができない。

イエローデビルMk-II
『ロックマン3』より。本作では目以外がMk-Iとほとんど変わらない外見となっている。本作では「メタルハート」の中心的キャラである。ワイリーがスクラップ置き場で何気なく拾った玩具ロボの頭部を新型イエローデビルのコア部分として改造し、作り上げたもの。Mk-Iの変形能力に加え、歩行（ただし作中では、赤ん坊のようなハイハイ歩き）も可能である。Mk-Iとは逆に「Mm…」という言葉で喋る。
Mk-Iを上回る性能を持つも、コアとして使用された電子頭脳の生みの親であるマザーコンピューターへ会いに行くために、ワイリーの手中から脱走して街中を進行していく。最終的にはマザーと再会するが、シャドーマンの攻撃がコア部分に直撃し、爆発した。
事件後は奇跡的に残った電子頭脳部分が、マザーコンピューターと共に公園の管理用コンピューターとなる。

コピーロックマン
『ロックマン』より。ただし本作では『ロックマン6』の頃に生まれたことになっている。「史上最強の敵」に登場し、ほぼ物語の中心として活躍する。
ワイリー製作の三次元立体コピーシステムによって姿・記憶はそのままで性能のみを引き上げ、それに悪のワイリーチップを搭載されたロックマンのコピーロボット。オリジナルを上回る戦闘力を備えているが、既に完成されていたオリジナルの性能を無理矢理引き上げてしまっているために、身体には過負荷が掛かり、長時間戦闘すると身体が自己崩壊を始めてしまうという致命的な欠点が生まれてしまった。
出現した時、本物の能力だけでなく記憶までコピーしてしまったことが原因で、彼は自分が「本物」で、立ちはだかる本物のロックマンが「偽物のコピーロボット」であると思い込んでしまう。性能差によってロックマンを撃破した後は、そのまま自分が本物と勘違いしたままワイリーの元へと向かい、6度目の野望を阻止する。だがワイリーチップの効果もあってか、真に平和を脅かすものは人類と判断、自らが反乱を起こすこととなる。
反乱からしばらくして、復活した本物のロックマンと対峙し、戦いの中で自らに搭載されていたワイリーチップの存在が露呈したことで初めて自らがコピーだと知った彼は「コピー」としての自我が崩壊し始めるが、シャドーマンの助言により自らの中に生まれたもう一つの「コピーでない自分自身」を見つける。そうして自我を取り戻した彼は本物のロックマンの無実を証明するために（既に自分が一度破壊した）街を襲い、騒ぎを聞きつけやってきたフォルテと交戦するも、身体が限界を迎え大破してしまう。その後、怒り狂うフォルテを抱え、自爆した。
コピーロックマンは、一人考えた末に「偽者」として消える道を選んでしまったが、最期にはオリジナルのロックマン含めた周囲から「ロックマン」と呼ばれたほか、ブルースからは「最期の瞬間、アイツは間違いなく本物のロックマンだった」と称された。
オリジナルのロックマンとの区別は、お互いの目的の違い、更にコピーの方がミスターエックスナンバーズの特殊武器を持っていること以外、外見の特徴などで分かる。
- 瞳の形
- コピーの方がトーンが荒い
- オリジナルの一人称は「僕」だが、コピーは「ボク」
- コピーのバスターは左利き
- コピーは元々『ロックマン』から引用されたキャラなので、チャージショットよりも動き回りながら普通のショットの連射を多用する（ブルース戦、フォルテ戦ではチャージショットを使用）

ダークマンシリーズ
『ロックマン5』より。1 - 4までの4体存在し、戦車型（1号）、バリア型（2号）、スナイパー型（3号）、ダークマンリーダー（4号）とそれぞれ能力が異なる。原作では8体のフィフス・ナンバーズに指示を送っていた等からも、ナンバーズよりも上位かつ高い実力者の扱いであったのだが、本シリーズでの実力は総じてそれほど強くなく、4体まとまってもフォルテに傷ひとつ付けられない等、ナンバーズ以下となっている。ワイリーナンバーズの幹部になるのが夢で、色々と画策するが全て裏目に出る。4号がリーダーである。
『ギガミックス』の「バーニングホイール」では、4号がブルースに成りすまし、「レッドストライカー」に乗って参加、終盤に差し掛かったところでロックマンを襲撃するが、助太刀に入ったターボマンの攻撃により炎上し、リタイアした。ブルースに成りすましている際は妙に敬語で話したり、しつこく自己紹介したりしている。更に本物と比較できる特徴として、口が動かないほどのポーカーフェイスで尖った足を持っていた。ロックマンを襲う際、「バクチで一千万ゼニーの借金を抱えている」と語っていた。
「光る明日へ」では、白いロボットの襲撃を受けたワイリーシティからいち早く逃走しようとしていたが、シェードマンの指示により、傷ついたセカンド・サード・セブンスの各ナンバーズ、そしてフォルテ、ゴスペルをガメライザーの格納庫に収容する。旧ワイリー基地に辿り着いてからは、4人でスカル衛星の制御を行う。

メカドラゴン
『ロックマン2』より。龍をモチーフとした、大型戦闘用ロボット。原作では水素により飛行していたが、本作では体のほとんどがヘリウムタンクになっているという設定である。
劇中では、ほぼ「クイックマン専用の大型サポートメカ」という運用をされており、「R破壊指令」では、ロックマンを迎撃すべく、クイックマンを乗せてスカル衛星へ向い、その上でロックマンを待ち構えていた。しかし、一対一の決戦を望むクイックマンにより、フラッシュマン共々破壊される（火炎放射器を使用するシーンが一コマある）。
『ギガミックス』で復活し、クイックマンがワイリーシティからの脱出に使用し（そのシーンは描かれてはいないが、シェードマンがシャドーマンとの通信で語っている）、「光る明日へ」ではクイックマンが搭乗し、大気圏突入後のシャドーマンを口でくわえて救助した。

CPSのスタッフ
作中に登場するCPSという全国ネットテレビ局のスタッフ。人間とロボットの混成となっている。
ロボットのスタッフは『ロックマン バトル&チェイス』の登場キャラクターとなっており、突撃レポーターとして女性型のプラムと飛行能力を持つリポットが、スタジオアナウンサーとしてチェストが登場。
人間のスタッフはニュースキャスターとしてチャーリーという人物が登場している（なお、このチャーリーは『ストリートファイターZERO』シリーズに登場するナッシュと同じ姿であり、「チャーリー」という名前もナッシュの日本国外版名称である）。復刻版の「R破壊指令」では、『トロンにコブン』の登場人物であるデニッシュ・マーマレードがお天気キャスターとして1コマだけ登場している。更に『ギガミックス』の「バーニングホイール」では『ロックマンエグゼ』の登場人物である緑川ケロがレポーターとして1コマだけ登場している。

## 登場メカニック
ツインピラミッド
「ロックマン誕生」にて登場。原作ゲームでは普通のワイリーの拠点であったが、本作では下部に巨大なキャタピラが設けられた巨大移動要塞として登場している。最深部には、ライトナンバーズをコントロールしている悪のチップを制御するコントロール・ルームが存在し、イエローデビルがそこの番人を任されている。
ライトナンバーズたちを従える形で都市で暴れまわったが、ライトの手で戦闘用ロボットに改造されたロックマンの侵入を許し、動力炉の制御を行っていたエレキマンが倒された結果、動力炉が暴走して爆発しそうになる。しかし、ロックマンやライトの応急処置を受けたライトナンバーズの活躍によって、爆発は押さえ込まれた。

スカル衛星
「R破壊指令」でワイリーが製作した、ドクロ型の攻撃衛星。
レーザー砲を装備した13基（『リミックス』の「破壊指令」では1基）がワイリー基地に搭載されている。ライトナンバーズとセカンドワイリーナンバーズの戦いの最中、ワイリーはテレビ放送をジャックし、大気圏外から地上を狙い撃ちすると脅迫、全人類に降伏を促した。番号1～3はロックマンのバスター連射で破壊され、4基目でロックマンとクイックマンの対決が行われた。それ以降はアイスマンにコントロール装置を凍結された上、エレキマンがワイリーを捕らえたため、使用されなかった。
『ギガミックス』の「バーニング・ホイール」では、ワイリーが通信用として制作を行ったと思われる新型のスカル衛星が登場しており、宇宙戦闘を得意とするスターマンが直接衛生の頭上で管理を行っていた。
「光る明日へ」では、スペース・ルーラーズに対抗するための、大気圏離脱の最後の手段として、旧ワイリー基地に残された旧型の11号機が使用された。シェードマンの奇策で、スターマンのスターバリアを耐熱シールドとし、ロックマン、シャドーマン、リングマンがドクロの上に搭乗、最終決戦に臨んだ。

マザーコンピュータ
「メタルハート」に登場。元々は、おもちゃ生産工場で生産管理を行っていたメインコンピューターであったが、コンピューターとしての優秀さを見込まれて、マンハッタンの都市管理を行うマザーコンピューターとして就任した。いわば、コンピューターの市長といえる存在である。
ワイリーによっておもちゃの電子頭脳を元に製作されたイエローデビルMk-IIが自分の元に現れ、再会することになったが、回収不可能ならば破壊するよう命令されていたシャドーマンによって破壊されたMk-IIの爆発に巻き込まれ、深刻なダメージを負うことになった。
事件後、修復されたものの、マザーコンピューターとしての運用は不可能になったため、新たに公園管理用のコンピューターに就任し、その内部にはMk-IIの元になったおもちゃの電子頭脳が組み込まれている。

## 単行本
通常版
1. ISBN 978-4063218022
2. ISBN 978-4063218367

復刻版
1. ISBN 978-4757712805
2. ISBN 978-4757713338
3. ISBN 978-4757713918

完全版
1. ISBN 978-4904293218
2. ISBN 978-4904293225

新装版
1. ISBN 978-4835451725
2. isbn 978-4835451732